# Llista de topònims de Lleida
Llista de topònims (noms propis de lloc) del municipi de Lleida, al Segrià
Nota: Per la mida de la llista, les masies (torres), granges i cabanes sense protecció patrimonial es poden consultar a la llista de masies, granges i cabanes de Lleida.
Informació actualitzada per un bot. Els canvis manuals es perdran quan s'actualitzi!

## barri
| imatge | Nom                          | Ubicat a | instància de            | Detalls                           | coordenades                                                        | Protecció | Commons (més fotos)        | Dades a WD                    |
| ------ | ---------------------------- | -------- | ----------------------- | --------------------------------- | ------------------------------------------------------------------ | --------- | -------------------------- | ----------------------------- |
|        | Balàfia                      | Lleida   | barri nucli de població |                                   | 41° 37′ 40″ N, 0° 37′ 25″ E / 41.62777778°N,0.62361111°E           |           |                            | Modifica les dades a Wikidata |
|        | Camp d'Esports               | Lleida   | barri                   |                                   | 41° 37′ 13″ N, 0° 36′ 48″ E / 41.62027778°N,0.61333333°E           |           | Camp d'Esports (barri)     | Modifica les dades a Wikidata |
|        | Cappont                      | Lleida   | barri nucli de població | Superfície: 2.1km²                | 41° 36′ 43″ N, 0° 37′ 55″ E / 41.61203889°N,0.63205556°E 145 msnm  |           | Cappont                    | Modifica les dades a Wikidata |
|        | Ciutat Jardí - Les Valls     | Lleida   | barri                   |                                   | 41° 37′ 32″ N, 0° 36′ 50″ E / 41.625514°N,0.613944°E               |           | Ciutat Jardí - Les Valls   | Modifica les dades a Wikidata |
|        | Instituts - Templers         | Lleida   | barri                   |                                   | 41° 36′ 36″ N, 0° 36′ 53″ E / 41.6101°N,0.614803°E                 |           | Instituts - Templers       | Modifica les dades a Wikidata |
|        | Joc de la Bola               | Lleida   | barri                   | 3385 hab Superfície: 0.25km²      | 41° 37′ 05″ N, 0° 36′ 37″ E / 41.6181°N,0.610169°E 172 msnm        |           | Joc de la Bola             | Modifica les dades a Wikidata |
|        | Marimunt                     | Lleida   | barri nucli de població |                                   | 41° 38′ 05″ N, 0° 37′ 30″ E / 41.6348°N,0.624922°E                 |           |                            | Modifica les dades a Wikidata |
|        | Pardinyes                    | Lleida   | barri                   | Superfície: 0.67km²               | 41° 37′ 21″ N, 0° 38′ 14″ E / 41.6225°N,0.63722222°E 152 msnm      |           | Pardinyes                  | Modifica les dades a Wikidata |
|        | Polígon - Vilanoveta         | Lleida   | barri                   |                                   | 41° 37′ 02″ N, 0° 39′ 28″ E / 41.61712778°N,0.65788889°E           |           | Polígon - Vilanoveta       | Modifica les dades a Wikidata |
|        | Príncep de Viana - Clot      | Lleida   | barri                   |                                   | 41° 37′ 14″ N, 0° 37′ 40″ E / 41.620525°N,0.6277°E                 |           | Príncep de Viana - Clot    | Modifica les dades a Wikidata |
|        | Rambla de Ferran - Estació   | Lleida   | barri                   |                                   | 41° 37′ 12″ N, 0° 37′ 55″ E / 41.61986944°N,0.63205556°E           |           | Rambla de Ferran - Estació | Modifica les dades a Wikidata |
|        | Secà de Sant Pere            | Lleida   | barri nucli de població |                                   | 41° 38′ 18″ N, 0° 37′ 41″ E / 41.6382°N,0.628108°E                 |           | Secà de Sant Pere          | Modifica les dades a Wikidata |
|        | Universitat                  | Lleida   | barri                   | Superfície: 0.38km²               | 41° 36′ 50″ N, 0° 37′ 10″ E / 41.61383611°N,0.61943889°E 171 msnm  |           | Universitat (Lleida)       | Modifica les dades a Wikidata |
|        | Vila Montcada - Ciutat Jardí | Lleida   | barri                   |                                   | 41° 37′ 48″ N, 0° 36′ 28″ E / 41.6301°N,0.607896°E                 |           |                            | Modifica les dades a Wikidata |
|        | Xalets - Humbert Torres      | Lleida   | barri                   | 4430 hab Superfície: 0.15km²      | 41° 37′ 21″ N, 0° 37′ 14″ E / 41.62256389°N,0.62061944°E 170 msnm  |           |                            | Modifica les dades a Wikidata |
|        | centre històric de Lleida    | Lleida   | barri                   |                                   | 41° 36′ 46″ N, 0° 37′ 23″ E / 41.61277778°N,0.62305556°E           |           | Centre històric de Lleida  | Modifica les dades a Wikidata |
|        | els Magraners                | Lleida   | barri nucli de població |                                   | 41° 36′ 25″ N, 0° 39′ 10″ E / 41.606948806428°N,0.65275613198746°E |           | Els Magraners              | Modifica les dades a Wikidata |
|        | la Bordeta                   | Lleida   | barri nucli de població | 1787 13416 hab Superfície: 2.1km² | 41° 36′ 13″ N, 0° 38′ 34″ E / 41.60361389°N,0.64284444°E 165 msnm  |           | La Bordeta (Lleida)        | Modifica les dades a Wikidata |
|        | la Cuirassa                  | Lleida   | barri                   |                                   | 41° 36′ 52″ N, 0° 37′ 28″ E / 41.614546°N,0.624467°E               |           | La Cuirassa (Lleida)       | Modifica les dades a Wikidata |
|        | la Mariola                   | Lleida   | barri                   |                                   | 41° 36′ 48″ N, 0° 36′ 38″ E / 41.613325°N,0.61065833°E             |           | La Mariola (Lleida)        | Modifica les dades a Wikidata |

## canal
| imatge | Nom               | Ubicat a                                                                               | instància de | Detalls          | coordenades | Protecció | Commons (més fotos) | Dades a WD                    |
| ------ | ----------------- | -------------------------------------------------------------------------------------- | ------------ | ---------------- | --- | --------- | ------------------- | ----------------------------- |
|        | canal de Balaguer | Camarasa Balaguer Vallfogona de Balaguer Térmens Vilanova de la Barca Alcoletge Lleida | canal        | Desemboca: Segre | 41° 50′ 05″ N, 0° 49′ 48″ E / 41.834585°N,0.8300419444444445°E 41° 37′ 18″ N, 0° 38′ 44″ E / 41.62159111111111°N,0.6455288888888888°E         |           | Canal de Balaguer   | Modifica les dades a Wikidata |
|        | canal de Seròs    | Lleida Albatàrrec Montoliu de Lleida Sudanell Torres de Segre Aitona                   | canal        | Desemboca: Segre | 41° 37′ 16″ N, 0° 38′ 42″ E / 41.62121194444445°N,0.6450750000000001°E 41° 28′ 29″ N, 0° 27′ 13″ E / 41.47470194444445°N,0.4535580555555555°E |           | Canal de Seròs      | Modifica les dades a Wikidata |

## canal de reg
| imatge | Nom                       | Ubicat a                                      | instància de | Detalls                         | coordenades | Protecció | Commons (més fotos)       | Dades a WD                    |
| ------ | ------------------------- | --------------------------------------------- | ------------ | ------------------------------- | --- | --------- | ------------------------- | ----------------------------- |
|        | canal auxiliar d'Urgell   | Noguera Pla d'Urgell Segrià                   | canal de reg | Desemboca: canal d'Urgell       | 41° 42′ 28″ N, 0° 55′ 39″ E / 41.707651°N,0.927486°E                                                                               |           |                           | Modifica les dades a Wikidata |
|        | canal d'Aragó i Catalunya | província de Lleida província d'Osca          | canal de reg | Desemboca: Segre                | 42° 06′ 20″ N, 0° 17′ 16″ E / 42.10567694444445°N,0.28775999999999996°E 41° 25′ 50″ N, 0° 21′ 23″ E / 41.430586°N,0.356512°E       |           | Canal d'Aragó i Catalunya | Modifica les dades a Wikidata |
|        | canal d'Urgell            | Noguera Urgell Pla d'Urgell Garrigues Segrià  | canal de reg | Desemboca: Segre Llarg: 144.2km | 41° 55′ 47″ N, 1° 09′ 50″ E / 41.92977111111111°N,1.16391°E 41° 34′ 27″ N, 0° 34′ 37″ E / 41.57407111111111°N,0.5769580555555556°E |           | Canal d'Urgell            | Modifica les dades a Wikidata |
|        | canal de Vallmanya        | Lleida Gimenells i el Pla de la Font Alcarràs | canal de reg | Desemboca: Vallmanya            | 41° 41′ 27″ N, 0° 29′ 40″ E / 41.690878°N,0.49457°E 41° 36′ 41″ N, 0° 21′ 06″ E / 41.611393°N,0.351795°E                           |           |                           | Modifica les dades a Wikidata |

## carrer
| imatge | Nom                           | Ubicat a | instància de | Detalls                             | coordenades                                                                 | Protecció                                  | Commons (més fotos)               | Dades a WD                    |
| ------ | ----------------------------- | -------- | ------------ | ----------------------------------- | --------------------------------------------------------------------------- | ------------------------------------------ | --------------------------------- | ----------------------------- |
|        | Avinguda Alcalde Porqueres    | Lleida   | carrer       |                                     | 41° 37′ 20″ N, 0° 37′ 22″ E / 41.62226389°N,0.62290556°E                    |                                            | Avinguda Alcalde Porqueres        | Modifica les dades a Wikidata |
|        | Avinguda Madrid               | Lleida   | carrer       |                                     | 41° 36′ 43″ N, 0° 37′ 27″ E / 41.61201111°N,0.62421667°E                    |                                            | Avinguda Madrid (Lleida)          | Modifica les dades a Wikidata |
|        | Carrer Major                  | Lleida   | carrer       |                                     | 41° 36′ 50″ N, 0° 37′ 31″ E / 41.6138°N,0.625271°E                          | bé integrant del patrimoni cultural català | Carrer Major (Lleida)             | Modifica les dades a Wikidata |
|        | Rambla d'Aragó                | Lleida   | carrer       |                                     | 41° 36′ 50″ N, 0° 37′ 12″ E / 41.61388889°N,0.62°E                          | bé integrant del patrimoni cultural català | Rambla d'Aragó (Lleida)           | Modifica les dades a Wikidata |
|        | Rambla de Ferran              | Lleida   | carrer       |                                     | 41° 37′ 08″ N, 0° 37′ 52″ E / 41.6188°N,0.631033°E                          | bé integrant del patrimoni cultural català | Rambla de Ferran (Lleida)         | Modifica les dades a Wikidata |
|        | avinguda Miquel Batllori      | Lleida   | carrer       |                                     | 41° 36′ 18″ N, 0° 38′ 01″ E / 41.604932°N,0.633739°E                        |                                            | Avinguda Miquel Batllori          | Modifica les dades a Wikidata |
|        | avinguda Prat de la Riba      | Lleida   | carrer       | Llarg: 2.5km Ample: 25m             | 41° 37′ 16″ N, 0° 37′ 26″ E / 41.62111111°N,0.62388889°E                    |                                            | Avinguda Prat de la Riba (Lleida) | Modifica les dades a Wikidata |
|        | avinguda de Catalunya         | Lleida   | carrer       |                                     | 41° 36′ 41″ N, 0° 37′ 15″ E / 41.61141389°N,0.62085278°E                    |                                            | Avinguda de Catalunya (Lleida)    | Modifica les dades a Wikidata |
|        | avinguda de Sant Pere         | Lleida   | carrer       |                                     |                                                                             |                                            |                                   | Modifica les dades a Wikidata |
|        | avinguda de Torre Vicens      | Lleida   | carrer       |                                     |                                                                             |                                            |                                   | Modifica les dades a Wikidata |
|        | carrer Boqué                  | Lleida   | carrer       |                                     |                                                                             |                                            |                                   | Modifica les dades a Wikidata |
|        | carrer Eugeni d'Ors           | Lleida   | carrer       | Anomenat per: Eugeni d'Ors i Rovira |                                                                             |                                            |                                   | Modifica les dades a Wikidata |
|        | carrer Narcís Monturiol       | Lleida   | carrer       |                                     |                                                                             |                                            |                                   | Modifica les dades a Wikidata |
|        | carrer Ton Sirera             | Lleida   | carrer       |                                     |                                                                             |                                            |                                   | Modifica les dades a Wikidata |
|        | carrer d'Henri Dunant         | Lleida   | carrer       |                                     |                                                                             |                                            |                                   | Modifica les dades a Wikidata |
|        | carrer de Boters              | Lleida   | carrer       | Estil: arquitectura popular         | 41° 36′ 56″ N, 0° 37′ 20″ E / 41.61566°N,0.62214°E                          | bé integrant del patrimoni cultural català | Carrer de Boters (Lleida)         | Modifica les dades a Wikidata |
|        | carrer de Cavallers           | Lleida   | carrer       | Estil: arquitectura popular         | 41° 36′ 52″ N, 0° 37′ 26″ E / 41.614513°N,0.623964°E                        | bé integrant del patrimoni cultural català | Carrer de Cavallers (Lleida)      | Modifica les dades a Wikidata |
|        | carrer de Jeroni Pujades      | Lleida   | carrer       |                                     |                                                                             |                                            |                                   | Modifica les dades a Wikidata |
|        | carrer de Mart                | Lleida   | carrer       |                                     |                                                                             |                                            |                                   | Modifica les dades a Wikidata |
|        | carrer de Sant Martí          | Lleida   | carrer       | Estil: arquitectura popular         | 41° 37′ 00″ N, 0° 37′ 24″ E / 41.6168°N,0.623371°E                          | bé integrant del patrimoni cultural català | Carrer de Sant Martí (Lleida)     | Modifica les dades a Wikidata |
|        | carrer de Vicenç Ximenis      | Lleida   | carrer       |                                     |                                                                             |                                            |                                   | Modifica les dades a Wikidata |
|        | carrer de la Magdalena        | Lleida   | carrer       | Estil: arquitectura popular         | 41° 37′ 07″ N, 0° 37′ 45″ E / 41.61857°N,0.62922°E                          | bé integrant del patrimoni cultural català | Carrer de la Magdalena (Lleida)   | Modifica les dades a Wikidata |
|        | carrer de la Palma            | Lleida   | carrer       | Estil: arquitectura popular         | 41° 36′ 50″ N, 0° 37′ 23″ E / 41.61385°N,0.62316°E                          | bé integrant del patrimoni cultural català | Carrer de la Palma (Lleida)       | Modifica les dades a Wikidata |
|        | carrer de la Tallada          | Lleida   | carrer       | Estil: arquitectura popular         | 41° 36′ 56″ N, 0° 37′ 22″ E / 41.615691666667°N,0.62279166666667°E 173 msnm | bé integrant del patrimoni cultural català | Carrer de la Tallada (Lleida)     | Modifica les dades a Wikidata |
|        | carrer del Carme              | Lleida   | carrer       |                                     | 41° 37′ 06″ N, 0° 37′ 46″ E / 41.618296°N,0.62957°E                         | bé integrant del patrimoni cultural català | Carrer del Carme (Lleida)         | Modifica les dades a Wikidata |
|        | carretera Saragossa           | Lleida   | carrer       | Anomenat per: Saragossa             |                                                                             |                                            |                                   | Modifica les dades a Wikidata |
|        | el carrer de Sant Antoni      | Lleida   | carrer       | Estil: arquitectura popular         | 41° 36′ 43″ N, 0° 37′ 19″ E / 41.61206°N,0.621926°E                         | bé integrant del patrimoni cultural català | Carrer de Sant Antoni (Lleida)    | Modifica les dades a Wikidata |
|        | la Banqueta                   | Lleida   | carrer       |                                     | 41° 36′ 46″ N, 0° 37′ 30″ E / 41.6129°N,0.624893°E                          | bé integrant del patrimoni cultural català | La Banqueta (Lleida)              | Modifica les dades a Wikidata |
|        | la Porta Ferrissa             | Lleida   | carrer       | Estil: arquitectura popular         | 41° 37′ 03″ N, 0° 37′ 44″ E / 41.617497222222°N,0.62880833333333°E          | bé integrant del patrimoni cultural català | La Porta Ferrissa (Lleida)        | Modifica les dades a Wikidata |
|        | partida Caparrella            | Lleida   | carrer       |                                     |                                                                             |                                            |                                   | Modifica les dades a Wikidata |
|        | passeig de l'Onze de setembre | Lleida   | carrer       |                                     |                                                                             |                                            |                                   | Modifica les dades a Wikidata |
|        | plaça Maria Rubies            | Lleida   | carrer       |                                     |                                                                             |                                            |                                   | Modifica les dades a Wikidata |

## casa
| imatge | Nom                                                          | Ubicat a | instància de | Detalls | coordenades | Protecció                                  | Commons (més fotos)                                          | Dades a WD                    |
| ------ | ------------------------------------------------------------ | -------- | ------------ | --- | --- | ------------------------------------------ | ------------------------------------------------------------ | ----------------------------- |
|        | Cal Miarnau                                                  | Lleida   | casa         | Estil: arquitectura neoclàssica                                                                                | 41° 36′ 50″ N, 0° 37′ 27″ E / 41.613825°N,0.62423333333333°E 152 msnm                                                 | bé cultural d'interès local                | Cal Miarnau (Lleida)                                         | Modifica les dades a Wikidata |
|        | Cal Xam-mar                                                  | Lleida   | casa         | Arquitecte: Francesc de Paula Morera i Gatell Estil: noucentisme                                               | 41° 36′ 45″ N, 0° 37′ 26″ E / 41.612552777778°N,0.62401944444444°E 148 msnm                                           | bé cultural d'interès local                | Cal Xam-mar (Lleida)                                         | Modifica les dades a Wikidata |
|        | Casa Baró                                                    | Lleida   | casa         | Arquitecte: Joan Bergós i Massó Estil: noucentisme 1921                                                        | 41° 36′ 40″ N, 0° 37′ 18″ E / 41.611111111111°N,0.62166666666667°E ca:Avinguda Blondel, 100                           | bé cultural d'interès local                | Casa Baró                                                    | Modifica les dades a Wikidata |
|        | Casa Cros                                                    | Lleida   | casa         | Estil: noucentisme                                                                                             | 41° 37′ 06″ N, 0° 37′ 51″ E / 41.61821°N,0.630708°E                                                                   | bé cultural d'interès local                | Casa Cros (Lleida)                                           | Modifica les dades a Wikidata |
|        | Casa Florensa                                                | Lleida   | casa         | Estil: arquitectura modernista Estat: enderrocat o destruït                                                    | 41° 36′ 46″ N, 0° 37′ 26″ E / 41.6127205°N,0.6238321°E ca:Avinguda Blondel, 5                                         | bé integrant del patrimoni cultural català |                                                              | Modifica les dades a Wikidata |
|        | Casa Laveda                                                  | Lleida   | casa         | | 41° 38′ 11″ N, 0° 35′ 50″ E / 41.636328°N,0.597214°E 193 msnm                                                         | bé integrant del patrimoni cultural català | Casa Laveda (Lleida)                                         | Modifica les dades a Wikidata |
|        | Casa Magí Llorenç                                            | Lleida   | casa         | Estil: modernisme català arquitectura modernista                                                               | 41° 36′ 48″ N, 0° 37′ 28″ E / 41.613388°N,0.624522°E                                                                  | bé cultural d'interès local                | Casa Magí Llorenç                                            | Modifica les dades a Wikidata |
|        | Casa Melcior                                                 | Lleida   | casa         | Arquitecte: Francesc de Paula Morera i Gatell Estil: arquitectura modernista 1910                              | 41° 36′ 51″ N, 0° 37′ 35″ E / 41.614166666667°N,0.62638888888889°E ca:Avinguda Blondel i plaça Sant Francesc          | bé cultural d'interès local                | Casa Melcior (Lleida)                                        | Modifica les dades a Wikidata |
|        | Casa Montull                                                 | Lleida   | casa         | Estil: noucentisme                                                                                             | 41° 37′ 08″ N, 0° 37′ 51″ E / 41.618845°N,0.630806°E                                                                  | bé cultural d'interès local                | Casa Montull (Lleida)                                        | Modifica les dades a Wikidata |
|        | Casa Morera                                                  | Lleida   | casa         | Estil: arquitectura modernista 1911                                                                            | 41° 36′ 42″ N, 0° 37′ 21″ E / 41.611666666667°N,0.6225°E ca:Aviguda Blondel                                           | bé cultural d'interès local                | Casa Morera (Lleida)                                         | Modifica les dades a Wikidata |
|        | Casa Nadal                                                   | Lleida   | casa         | Arquitecte: Francesc de Paula Morera i Gatell Estil: arquitectura modernista 1915 Estat: enderrocat o destruït | 41° 26′ 16″ N, 1° 47′ 06″ E / 41.43777576820232°N,1.784949703980037°E ca:Avinguda Catalunya, 3                        | bé integrant del patrimoni cultural català |                                                              | Modifica les dades a Wikidata |
|        | Casa Ollé                                                    | Lleida   | casa         | Estil: noucentisme                                                                                             | 41° 37′ 03″ N, 0° 37′ 07″ E / 41.617632°N,0.618484°E                                                                  | bé integrant del patrimoni cultural català | Casa Ollé (Lleida)                                           | Modifica les dades a Wikidata |
|        | Casa Plubins                                                 | Lleida   | casa         | Arquitecte: Francesc de Paula Morera i Gatell Estil: noucentisme                                               | 41° 37′ 10″ N, 0° 37′ 53″ E / 41.619466666667°N,0.63136944444444°E 149 msnm                                           | bé cultural d'interès local                | Casa Plubins (Lleida)                                        | Modifica les dades a Wikidata |
|        | Casa Prat                                                    | Lleida   | casa         | Estil: arquitectura eclèctica                                                                                  | 41° 37′ 18″ N, 0° 37′ 22″ E / 41.621681°N,0.622683°E                                                                  | bé integrant del patrimoni cultural català | Casa Prat (Lleida)                                           | Modifica les dades a Wikidata |
|        | Casa Sauces                                                  | Lleida   | casa         | Estil: arquitectura neoclàssica arquitectura popular                                                           | 41° 37′ 05″ N, 0° 37′ 46″ E / 41.6181°N,0.629307°E                                                                    | bé cultural d'interès local                | Casa Sauces                                                  | Modifica les dades a Wikidata |
|        | Casa Vilà                                                    | Lleida   | casa         | Estil: noucentisme                                                                                             | 41° 37′ 02″ N, 0° 37′ 50″ E / 41.617319444444°N,0.63041944444444°E 147 msnm                                           | bé integrant del patrimoni cultural català | Casa Vilà (Lleida)                                           | Modifica les dades a Wikidata |
|        | Casa a l'avinguda Blondel, 17                                | Lleida   | casa         | Estil: arquitectura eclèctica                                                                                  | 41° 36′ 44″ N, 0° 37′ 25″ E / 41.612296°N,0.623579°E                                                                  | bé integrant del patrimoni cultural català | Avinguda Blondel, 17 (Lleida)                                | Modifica les dades a Wikidata |
|        | Casa a l'avinguda Blondel, 26                                | Lleida   | casa         | Estil: historicisme arquitectònic                                                                              | 41° 36′ 50″ N, 0° 37′ 34″ E / 41.613868°N,0.626008°E                                                                  | bé integrant del patrimoni cultural català | Casa a l'avinguda Blondel, 26 (Lleida)                       | Modifica les dades a Wikidata |
|        | Casa als Porxos                                              | Lleida   | casa         | Estil: arquitectura popular noucentisme                                                                        | 41° 36′ 55″ N, 0° 37′ 38″ E / 41.615268°N,0.627115°E                                                                  | bé integrant del patrimoni cultural català | Casa als Porxos (Lleida)                                     | Modifica les dades a Wikidata |
|        | Casa de Plàcid Revés                                         | Lleida   | casa         | Estil: noucentisme                                                                                             | 41° 36′ 57″ N, 0° 37′ 14″ E / 41.615778°N,0.620534°E                                                                  | bé integrant del patrimoni cultural català | Casa de Plàcid Revés                                         | Modifica les dades a Wikidata |
|        | Casa del Clot de les Monges                                  | Lleida   | casa         | Arquitecte: Francesc de Paula Morera i Gatell Estil: arquitectura modernista 1910                              | 41° 37′ 01″ N, 0° 37′ 43″ E / 41.616944444444°N,0.62861111111111°E ca:Plaça de la Sal - Carrer del Clot de les Monges | bé cultural d'interès local                | Casa del Clot de les Monges (Lleida)                         | Modifica les dades a Wikidata |
|        | Casa del Pançà                                               | Lleida   | casa         | Estil: arquitectura popular                                                                                    | 41° 36′ 53″ N, 0° 37′ 19″ E / 41.614602777778°N,0.62181111111111°E 166 msnm                                           | bé cultural d'interès local                | Casa del Pançà (Lleida)                                      | Modifica les dades a Wikidata |
|        | Casa pairal a l'Avinguda d'Artesa, 15                        | Lleida   | casa         | Estil: arquitectura eclèctica 20th century                                                                     | 41° 36′ 09″ N, 0° 38′ 31″ E / 41.6025696°N,0.642007°E ca:Av. d'Artesa, 15 158 msnm                                    | bé integrant del patrimoni cultural català | Casa pairal a l'avinguda d'Artesa, 15 (Lleida)               | Modifica les dades a Wikidata |
|        | Casa pairal a la Tallada, 39                                 | Lleida   | casa         | Estil: arquitectura popular                                                                                    | 41° 36′ 55″ N, 0° 37′ 19″ E / 41.615276°N,0.622007°E                                                                  | bé integrant del patrimoni cultural català | Casa pairal a la Tallada, 39 (Lleida)                        | Modifica les dades a Wikidata |
|        | Cases Noves                                                  | Lleida   | casa         | Arquitecte: Francesc de Paula Morera i Gatell Estil: arquitectura modernista 1914                              | 41° 36′ 50″ N, 0° 37′ 12″ E / 41.613888888889°N,0.62°E ca:Rambla d'Aragó, 33                                          | bé cultural d'interès local                | Cases Noves (Lleida)                                         | Modifica les dades a Wikidata |
|        | Edifici al carrer Acadèmia, 15                               | Lleida   | casa         | Estil: arquitectura eclèctica Estat: enderrocat o destruït                                                     | | bé integrant del patrimoni cultural català |                                                              | Modifica les dades a Wikidata |
|        | Grup Tres d'Abril                                            | Lleida   | casa         | | 41° 37′ 16″ N, 0° 36′ 58″ E / 41.621081°N,0.616°E                                                                     | bé integrant del patrimoni cultural català | Grup Tres d'Abril (Lleida)                                   | Modifica les dades a Wikidata |
|        | Torre Bosch                                                  | Lleida   | casa         | Estil: noucentisme                                                                                             | 41° 36′ 29″ N, 0° 38′ 08″ E / 41.607978°N,0.635556°E                                                                  | bé integrant del patrimoni cultural català | Torre Bosch (Lleida)                                         | Modifica les dades a Wikidata |
|        | Torre Garrell                                                | Lleida   | casa         | Estil: arquitectura eclèctica                                                                                  | 41° 34′ 33″ N, 0° 40′ 15″ E / 41.575880555556°N,0.67091944444444°E 166 msnm                                           | bé integrant del patrimoni cultural català | Torre Garrell (Lleida)                                       | Modifica les dades a Wikidata |
|        | Torre Tresina                                                | Lleida   | casa         | Estil: arquitectura eclèctica Estat: enderrocat o destruït                                                     | | bé integrant del patrimoni cultural català |                                                              | Modifica les dades a Wikidata |
|        | Torre al carrer Antoni Soler                                 | Lleida   | casa         | Estil: noucentisme                                                                                             | 41° 36′ 48″ N, 0° 37′ 03″ E / 41.61346°N,0.61738°E                                                                    | bé integrant del patrimoni cultural català |                                                              | Modifica les dades a Wikidata |
|        | Vila Fecsa                                                   | Lleida   | casa         | | 41° 36′ 44″ N, 0° 37′ 24″ E / 41.612166°N,0.623376°E                                                                  | bé cultural d'interès local                | Vila Fecsa (Lleida)                                          | Modifica les dades a Wikidata |
|        | Villa Antonieta                                              | Lleida   | casa         | Estil: arquitectura eclèctica Estat: enderrocat o destruït                                                     | 41° 36′ 56″ N, 0° 38′ 07″ E / 41.615530555556°N,0.63514722222222°E 147 msnm                                           | bé integrant del patrimoni cultural català | Villa Antonieta (Lleida)                                     | Modifica les dades a Wikidata |
|        | Villa Antonieta                                              | Lleida   | casa         | Estil: noucentisme                                                                                             | 41° 36′ 29″ N, 0° 38′ 08″ E / 41.607968°N,0.635529°E                                                                  | bé integrant del patrimoni cultural català |                                                              | Modifica les dades a Wikidata |
|        | Villa Maria                                                  | Lleida   | casa         | Estil: noucentisme                                                                                             | 41° 36′ 27″ N, 0° 38′ 10″ E / 41.607511111111°N,0.636025°E 146 msnm                                                   | bé integrant del patrimoni cultural català | Villa Maria (Lleida)                                         | Modifica les dades a Wikidata |
|        | Vil·la Remei                                                 | Lleida   | casa         | Estil: arquitectura modernista                                                                                 | 41° 36′ 12″ N, 0° 38′ 31″ E / 41.603333333333°N,0.64194444444444°E ca:Avinguda d'Artesa                               | bé cultural d'interès local                | Vil·la Remei (Lleida)                                        | Modifica les dades a Wikidata |
|        | Vil·la residencial a l'Horta                                 | Lleida   | casa         | Estil: art déco Estat: enderrocat o destruït                                                                   | | bé integrant del patrimoni cultural català |                                                              | Modifica les dades a Wikidata |
|        | Xalet Canadenc                                               | Lleida   | casa         | Estil: noucentisme                                                                                             | 41° 36′ 12″ N, 0° 38′ 09″ E / 41.603408333333°N,0.63578888888889°E 146 msnm                                           | bé cultural d'interès local                | Xalet Canadenc (Lleida)                                      | Modifica les dades a Wikidata |
|        | Xalet Doctor Vicens                                          | Lleida   | casa         | Estil: arquitectura popular                                                                                    | 41° 37′ 47″ N, 0° 37′ 55″ E / 41.629718°N,0.632038°E                                                                  | bé integrant del patrimoni cultural català | Xalet Doctor Vicens (Lleida)                                 | Modifica les dades a Wikidata |
|        | Xalet Queralt                                                | Lleida   | casa         | Estil: arquitectura modernista 1910                                                                            | 41° 37′ 54″ N, 0° 37′ 46″ E / 41.631666666667°N,0.62944444444444°E ca:Carrer Llibertat                                | bé cultural d'interès local                | Xalet Queralt (Lleida)                                       | Modifica les dades a Wikidata |
|        | Xalet al carrer Alcalde Porqueres, 7                         | Lleida   | casa         | Estil: noucentisme Estat: enderrocat o destruït                                                                | 41° 37′ 16″ N, 0° 37′ 16″ E / 41.621233°N,0.621096°E                                                                  | bé integrant del patrimoni cultural català | Xalet al carrer Alcalde Porqueres, 7                         | Modifica les dades a Wikidata |
|        | casa al carrer Nadal Meroles, 9                              | Lleida   | casa         | | 41° 37′ 21″ N, 0° 37′ 12″ E / 41.622571°N,0.620096°E 168 msnm                                                         | bé integrant del patrimoni cultural català | Casa al carrer Nadal Meroles, 9 (Lleida)                     | Modifica les dades a Wikidata |
|        | casa al carrer Tallada, 47                                   | Lleida   | casa         | Estil: arquitectura popular Estat: enderrocat o destruït                                                       | 41° 36′ 54″ N, 0° 37′ 18″ E / 41.6150325°N,0.6216726°E                                                                | bé integrant del patrimoni cultural català |                                                              | Modifica les dades a Wikidata |
|        | edifici a la rambla d'Aragó, 5                               | Lleida   | casa         | Estil: racionalisme arquitectònic                                                                              | 41° 36′ 45″ N, 0° 37′ 09″ E / 41.612366666667°N,0.61913333333333°E 155 msnm                                           | bé integrant del patrimoni cultural català | Edifici a la rambla d'Aragó, 5 (Lleida)                      | Modifica les dades a Wikidata |
|        | edifici al Clot de les Granotes                              | Lleida   | casa         | | 41° 37′ 27″ N, 0° 37′ 19″ E / 41.624249°N,0.621972°E                                                                  | bé integrant del patrimoni cultural català | Edifici al Clot de les Granotes (Lleida)                     | Modifica les dades a Wikidata |
|        | edifici al carrer Acadèmia, 13                               | Lleida   | casa         | Estil: arquitectura eclèctica Estat: enderrocat o destruït                                                     | 41° 36′ 40″ N, 0° 37′ 09″ E / 41.6112023°N,0.6192546°E                                                                | bé integrant del patrimoni cultural català |                                                              | Modifica les dades a Wikidata |
|        | edifici al carrer Cavallers, 33                              | Lleida   | casa         | Estil: arquitectura popular                                                                                    | 41° 36′ 54″ N, 0° 37′ 25″ E / 41.615053°N,0.623642°E 168 msnm                                                         | bé integrant del patrimoni cultural català | Carrer Cavallers, 33 (Lleida)                                | Modifica les dades a Wikidata |
|        | edifici al carrer Palau, 9                                   | Lleida   | casa         | Estil: arquitectura popular                                                                                    | 41° 36′ 54″ N, 0° 37′ 20″ E / 41.615039°N,0.622302°E                                                                  | bé integrant del patrimoni cultural català |                                                              | Modifica les dades a Wikidata |
|        | edifici al carrer Vallcalent, 13                             | Lleida   | casa         | Estil: arquitectura popular                                                                                    | 41° 37′ 01″ N, 0° 37′ 10″ E / 41.61708°N,0.61941°E                                                                    | bé integrant del patrimoni cultural català | Carrer Vallcalent, 13 (Lleida)                               | Modifica les dades a Wikidata |
|        | edifici al passeig Ferran i baixada Trinitat                 | Lleida   | casa         | Estil: arquitectura eclèctica                                                                                  | 41° 37′ 01″ N, 0° 37′ 45″ E / 41.617051°N,0.629239°E                                                                  | bé cultural d'interès local                | Edifici al passeig Ferran i baixada Trinitat                 | Modifica les dades a Wikidata |
|        | edifici d'habitatges a l'avinguda Blondel i carrer Mestre    | Lleida   | casa         | Estil: arquitectura eclèctica                                                                                  | 41° 36′ 46″ N, 0° 37′ 27″ E / 41.612791°N,0.624187°E                                                                  | bé cultural d'interès local                | Edifici d'habitatges a l'avinguda Blondel i carrer Mestre    | Modifica les dades a Wikidata |
|        | edifici d'habitatges a la rambla d'Aragó i carrer Joan Baget | Lleida   | casa         | Estil: art déco                                                                                                | 41° 36′ 57″ N, 0° 37′ 15″ E / 41.615947222222°N,0.62069722222222°E 170 msnm                                           | bé cultural d'interès local                | Edifici d'habitatges a la rambla d'Aragó i carrer Joan Baget | Modifica les dades a Wikidata |
|        | edifici d'habitatges al carrer Vila de Foix                  | Lleida   | casa         | | 41° 36′ 45″ N, 0° 37′ 24″ E / 41.612469444444°N,0.62325555555556°E 146 msnm                                           | bé cultural d'interès local                | Edifici d'habitatges al carrer Vila de Foix                  | Modifica les dades a Wikidata |
|        | edifici de Ca l'Onofre Cerveró                               | Lleida   | casa         | Estil: gòtic tardà arquitectura popular                                                                        | 41° 36′ 51″ N, 0° 37′ 22″ E / 41.614205555556°N,0.6228°E 155 msnm                                                     | bé cultural d'interès local                | Ca l'Onofre Cerveró (Lleida)                                 | Modifica les dades a Wikidata |
|        | habitatge a la plaça de Mossèn Cinto, 4                      | Lleida   | casa         | Estil: noucentisme arquitectura popular                                                                        | 41° 37′ 16″ N, 0° 37′ 42″ E / 41.621011111111°N,0.62847222222222°E 154 msnm                                           | bé integrant del patrimoni cultural català | Habitatge a la plaça de Mossèn Cinto, 4                      | Modifica les dades a Wikidata |
|        | habitatges a la Bordeta                                      | Lleida   | casa         | | 41° 36′ 01″ N, 0° 38′ 35″ E / 41.600259°N,0.643163°E                                                                  | bé integrant del patrimoni cultural català | Habitatges a la Bordeta (Lleida)                             | Modifica les dades a Wikidata |

## castell
| imatge | Nom                | Ubicat a | instància de | Detalls                                   | coordenades                                                                                           | Protecció                                            | Commons (més fotos) | Dades a WD                    |
| ------ | ------------------ | -------- | ------------ | ----------------------------------------- | --- | ---------------------------------------------------- | ------------------- | ----------------------------- |
|        | Castell de Raïmat  | Lleida   | castell      | Estil: arquitectura medieval 12nd century | 41° 40′ 34″ N, 0° 28′ 43″ E / 41.676247222222°N,0.47856111111111°E Raimat 321 msnm                    | bé d'interès cultural bé cultural d'interès nacional | Castell de Raïmat   | Modifica les dades a Wikidata |
|        | Castell de Sucs    | Lleida   | castell      |                                           | 41° 42′ 09″ N, 0° 24′ 52″ E / 41.702602777778°N,0.41449444444444°E ca:Turó de lo Vilot, Sucs 280 msnm | bé d'interès cultural bé cultural d'interès nacional | Castell de Sucs     | Modifica les dades a Wikidata |
|        | Castell de la Suda | Lleida   | castell suda |                                           | 41° 37′ 07″ N, 0° 37′ 33″ E / 41.618538°N,0.625899°E                                                  | bé cultural d'interès nacional bé d'interès cultural | Suda de Lleida      | Modifica les dades a Wikidata |
|        | castell de Gardeny | Lleida   | castell      | Estil: arquitectura romànica 13rd century | 41° 36′ 31″ N, 0° 36′ 54″ E / 41.6086°N,0.615°E ca:Turó de Gardeny, Lleida 198 msnm                   | bé d'interès cultural bé cultural d'interès nacional | Castell de Gardeny  | Modifica les dades a Wikidata |

## convent
| imatge | Nom               | Ubicat a | instància de | Detalls                                              | coordenades                                              | Protecció                   | Commons (més fotos)        | Dades a WD                    |
| ------ | ----------------- | -------- | ------------ | ---------------------------------------------------- | -------------------------------------------------------- | --------------------------- | -------------------------- | ----------------------------- |
|        | Casa Misericòrdia | Lleida   | convent      | Estil: arquitectura neoclàssica arquitectura barroca | 41° 36′ 50″ N, 0° 37′ 18″ E / 41.61393°N,0.621624°E      | bé cultural d'interès local | Casa Misericòrdia (Lleida) | Modifica les dades a Wikidata |
|        | convent del Roser | Lleida   | convent      | Estil: arquitectura barroca                          | 41° 36′ 51″ N, 0° 37′ 25″ E / 41.61418333°N,0.62364722°E | bé cultural d'interès local | El Roser (Lleida)          | Modifica les dades a Wikidata |

## edifici
| imatge | Nom                                                              | Ubicat a      | instància de                 | Detalls                                                                                           | coordenades | Protecció                                            | Commons (més fotos)                                    | Dades a WD                    |
| ------ | ---------------------------------------------------------------- | ------------- | ---------------------------- | ------------------------------------------------------------------------------------------------- | --- | ---------------------------------------------------- | ------------------------------------------------------ | ----------------------------- |
|        | Acadèmia Mariana                                                 | Lleida        | edifici                      | Estil: arquitectura eclèctica                                                                     | 41° 36′ 40″ N, 0° 37′ 09″ E / 41.611037°N,0.619033°E 150 msnm                                                               | bé cultural d'interès local                          | Acadèmia Mariana (Lleida)                              | Modifica les dades a Wikidata |
|        | Antic Escorxador de Lleida                                       | Lleida        | edifici                      | Arquitecte: Francesc de Paula Morera i Gatell Estil: arquitectura modernista 1912                 | |                                                      |                                                        | Modifica les dades a Wikidata |
|        | Antic Hospital de Santa Maria                                    | Lleida        | edifici antic hospital       | Estil: gòtic tardà 1454                                                                           | 41° 36′ 46″ N, 0° 37′ 25″ E / 41.6127°N,0.623606°E                                                                          | bé d'interès cultural bé cultural d'interès nacional | Antic Hospital de Santa Maria (Lleida)                 | Modifica les dades a Wikidata |
|        | Antic Palau de Justícia                                          | Lleida        | edifici                      | Estil: academicisme                                                                               | 41° 37′ 03″ N, 0° 37′ 47″ E / 41.617523°N,0.629643°E 155 msnm                                                               | bé cultural d'interès local                          | Antic Palau de Justícia (Lleida)                       | Modifica les dades a Wikidata |
|        | Antiga hisenda                                                   | Lleida        | edifici                      |                                                                                                   | 41° 36′ 51″ N, 0° 37′ 34″ E / 41.614122°N,0.626247°E                                                                        | bé cultural d'interès local                          | Antiga hisenda (Lleida)                                | Modifica les dades a Wikidata |
|        | Aquarium                                                         | Lleida        | edifici                      | Arquitecte: Francesc de Paula Morera i Gatell Estil: arquitectura modernista 1915                 | 41° 36′ 50″ N, 0° 37′ 54″ E / 41.613888888889°N,0.63166666666667°E Camps Elisis (Lleida)                                    | bé cultural d'interès local                          | Aquarium (Lleida)                                      | Modifica les dades a Wikidata |
|        | Arquitectura industrial                                          | Lleida        | edifici                      | Estil: arquitectura eclèctica Estat: enderrocat o destruït                                        | | bé integrant del patrimoni cultural català           |                                                        | Modifica les dades a Wikidata |
|        | Banc Condal                                                      | Lleida        | edifici                      | Arquitecte: Francesc de Paula Morera i Gatell Estil: arquitectura modernista 1915                 | 41° 36′ 54″ N, 0° 37′ 38″ E / 41.615°N,0.62722222222222°E ca:Avinguda Blondel, 4                                            | bé cultural d'interès local                          | Banc Condal (Lleida)                                   | Modifica les dades a Wikidata |
|        | Banc Hispà-americà                                               | Lleida        | edifici                      | Estil: noucentisme                                                                                | 41° 36′ 54″ N, 0° 37′ 37″ E / 41.614878°N,0.626834°E                                                                        | bé cultural d'interès local                          | Banc Hispà-americà (Lleida)                            | Modifica les dades a Wikidata |
|        | Banc Vitalici                                                    | Lleida        | edifici                      | Arquitecte: Lluís Bonet i Garí Estil: academicisme                                                | 41° 36′ 58″ N, 0° 37′ 38″ E / 41.616113°N,0.627198°E 151 msnm                                                               | bé cultural d'interès local                          | Banc Vitalici (Lleida)                                 | Modifica les dades a Wikidata |
|        | Banc d'Espanya                                                   | Lleida        | edifici Ús: banc             | Estil: academicisme                                                                               | 41° 36′ 43″ N, 0° 37′ 24″ E / 41.612016°N,0.623195°E 145 msnm                                                               | bé cultural d'interès local                          | Banc d'Espanya (Lleida)                                | Modifica les dades a Wikidata |
|        | Belvedere                                                        | Lleida        | edifici                      |                                                                                                   | 41° 42′ 02″ N, 0° 25′ 02″ E / 41.700468°N,0.417182°E                                                                        | bé integrant del patrimoni cultural català           | Belvedere (Lleida)                                     | Modifica les dades a Wikidata |
|        | Blocs Carrera Cejudo                                             | Lleida        | edifici                      | Estil: racionalisme arquitectònic                                                                 | 41° 37′ 10″ N, 0° 37′ 22″ E / 41.619549°N,0.622781°E 171 msnm                                                               | bé integrant del patrimoni cultural català           | Blocs Carrera Cejudo                                   | Modifica les dades a Wikidata |
|        | Blocs de Balàfia                                                 | Lleida        | edifici                      | Estil: arquitectura popular                                                                       | 41° 37′ 38″ N, 0° 37′ 19″ E / 41.627273°N,0.621904°E 162 msnm                                                               | bé integrant del patrimoni cultural català           | Blocs de Balàfia (Lleida)                              | Modifica les dades a Wikidata |
|        | Blocs del Seminari                                               | Lleida        | edifici                      | Estil: racionalisme arquitectònic Estat: enderrocat o destruït                                    | 41° 36′ 51″ N, 0° 37′ 30″ E / 41.614241666667°N,0.62501388888889°E 176 msnm                                                 | bé integrant del patrimoni cultural català           | Blocs del Seminari (Lleida)                            | Modifica les dades a Wikidata |
|        | Blocs del carrer de Santa Marta                                  | Lleida        | edifici                      | Estil: academicisme                                                                               | 41° 36′ 59″ N, 0° 37′ 41″ E / 41.616477°N,0.628008°E 153 msnm                                                               | bé cultural d'interès local                          | Blocs del carrer de Santa Marta                        | Modifica les dades a Wikidata |
|        | Blocs militars                                                   | Lleida        | edifici                      | Estil: racionalisme arquitectònic                                                                 | 41° 36′ 31″ N, 0° 37′ 05″ E / 41.608636111111°N,0.61812222222222°E 149 msnm                                                 | bé cultural d'interès local                          | Blocs militars (Lleida)                                | Modifica les dades a Wikidata |
|        | CAP Pardinyes                                                    | Lleida        | edifici                      | 1987                                                                                              | 41° 37′ 36″ N, 0° 37′ 52″ E / 41.62662°N,0.63119°E ca:C. Alcalde Recasens                                                   | bé integrant del patrimoni cultural català           | CAP Pardinyes                                          | Modifica les dades a Wikidata |
|        | CEIP Cervantes                                                   | Lleida        | edifici                      |                                                                                                   | 41° 36′ 54″ N, 0° 37′ 31″ E / 41.61502°N,0.62536°E                                                                          | bé integrant del patrimoni cultural català           |                                                        | Modifica les dades a Wikidata |
|        | Cabina del Guardaagulles                                         | Lleida        | edifici                      | Estil: noucentisme                                                                                | 41° 37′ 31″ N, 0° 37′ 59″ E / 41.625276°N,0.633121°E                                                                        | bé integrant del patrimoni cultural català           | Cabina del Guardaagulles (Lleida)                      | Modifica les dades a Wikidata |
|        | Cafè Teatre dels Camps Elisis                                    | Lleida        | edifici                      | Estil: noucentisme                                                                                | 41° 36′ 51″ N, 0° 37′ 55″ E / 41.61407°N,0.63183°E                                                                          | bé cultural d'interès local                          | Xalet Cafè dels Camps Elisis                           | Modifica les dades a Wikidata |
|        | Cambra de la Propietat Urbana                                    | Lleida        | edifici                      | Arquitecte: August Font i Carreras Estil: noucentisme                                             | 41° 36′ 44″ N, 0° 37′ 25″ E / 41.612294444444°N,0.62356944444444°E 145 msnm                                                 | bé cultural d'interès local                          | Cambra de la Propietat Urbana (Lleida)                 | Modifica les dades a Wikidata |
|        | Casa Fregola                                                     | Lleida        | edifici                      | 1912                                                                                              | |                                                      |                                                        | Modifica les dades a Wikidata |
|        | Casa Maternitat                                                  | Lleida        | edifici                      | Estil: arquitectura eclèctica                                                                     | 41° 36′ 49″ N, 0° 37′ 13″ E / 41.613511111111°N,0.62018888888889°E 159 msnm                                                 | bé cultural d'interès local                          | Casa Maternitat (Lleida)                               | Modifica les dades a Wikidata |
|        | Casa de la Font de les Piques                                    | Lleida        | edifici                      | Estil: arquitectura popular                                                                       | 41° 36′ 53″ N, 0° 37′ 18″ E / 41.614848°N,0.621665°E ca:Pl. Sant Llorenç                                                    | bé integrant del patrimoni cultural català           | Casa de la Font de les Piques                          | Modifica les dades a Wikidata |
|        | Casal de la Joventut Republicana                                 | Lleida        | edifici                      | Arquitecte: Adolf Florensa i Ferrer Estil: noucentisme                                            | 41° 36′ 46″ N, 0° 37′ 27″ E / 41.612655555556°N,0.62410555555556°E 148 msnm                                                 | bé cultural d'interès local                          | Caserna de la Guàrdia Civil (Lleida)                   | Modifica les dades a Wikidata |
|        | Casernes de Gardeny                                              | Lleida        | edifici                      |                                                                                                   | 41° 36′ 29″ N, 0° 36′ 41″ E / 41.607952777778°N,0.61141944444444°E 198 msnm                                                 | bé integrant del patrimoni cultural català           | Casernes de Gardeny (Lleida)                           | Modifica les dades a Wikidata |
|        | Casino Principal                                                 | Lleida        | edifici                      | Estil: noucentisme                                                                                | 41° 36′ 49″ N, 0° 37′ 32″ E / 41.613569444444°N,0.62553888888889°E 146 msnm                                                 | bé cultural d'interès local                          | Casino Principal                                       | Modifica les dades a Wikidata |
|        | Cinema Bahía                                                     | Lleida        | edifici                      | Estat: enderrocat o destruït                                                                      | 41° 36′ 56″ N, 0° 37′ 12″ E / 41.615417°N,0.620135°E                                                                        | bé integrant del patrimoni cultural català           |                                                        | Modifica les dades a Wikidata |
|        | Cinema Vinyes                                                    | Lleida        | edifici                      | Arquitecte: Francesc de Paula Morera i Gatell Estil: noucentisme 1920                             | 41° 36′ 46″ N, 0° 37′ 28″ E / 41.612758333333°N,0.62438055555556°E ca:Av. Blondel, 3 146 msnm                               | bé cultural d'interès local                          | Antic Cinema Viñes                                     | Modifica les dades a Wikidata |
|        | Club Tenis Lleida                                                | Lleida        | edifici                      |                                                                                                   | 41° 37′ 59″ N, 0° 35′ 58″ E / 41.633066666667°N,0.59945277777778°E 187 msnm                                                 | bé integrant del patrimoni cultural català           | Club Tenis Lleida                                      | Modifica les dades a Wikidata |
|        | Col·legi Cor de Maria                                            | Lleida        | edifici                      | Estil: academicisme                                                                               | 41° 36′ 42″ N, 0° 37′ 15″ E / 41.611627777778°N,0.62078888888889°E 150 msnm                                                 | bé cultural d'interès local                          | Col·legi Cor de Maria (Lleida)                         | Modifica les dades a Wikidata |
|        | Col·legi Mirasan                                                 | Lleida        | edifici                      |                                                                                                   | 41° 37′ 40″ N, 0° 37′ 46″ E / 41.627855555556°N,0.62936111111111°E 159 msnm                                                 | bé integrant del patrimoni cultural català           | Col·legi Mirasan (Lleida)                              | Modifica les dades a Wikidata |
|        | Col·legi Montserrat                                              | Lleida        | edifici                      | Estil: arquitectura eclèctica                                                                     | 41° 36′ 38″ N, 0° 37′ 14″ E / 41.610441666667°N,0.62044166666667°E 49 msnm                                                  | bé cultural d'interès local                          | Col·legi Montserrat (Lleida)                           | Modifica les dades a Wikidata |
|        | Col·legi Santa Anna                                              | Lleida        | edifici                      | Estil: racionalisme arquitectònic                                                                 | 41° 36′ 47″ N, 0° 37′ 10″ E / 41.612977777778°N,0.61936666666667°E 15.8 msnm                                                | bé integrant del patrimoni cultural català           | Col·legi Santa Anna (Lleida)                           | Modifica les dades a Wikidata |
|        | Col·legi d'Aparelladors i Arquitectes Tècnics                    | Lleida        | edifici                      | 1981                                                                                              | 41° 37′ 14″ N, 0° 37′ 16″ E / 41.62051°N,0.62105°E ca:C. Enric Granados, 5                                                  | bé integrant del patrimoni cultural català           | Col·legi d'Aparelladors i Arquitectes Tècnics (Lleida) | Modifica les dades a Wikidata |
|        | Conjunt Residencial Lleida Park                                  | Lleida        | edifici                      |                                                                                                   | 41° 37′ 41″ N, 0° 36′ 05″ E / 41.62804°N,0.60141°E                                                                          | bé integrant del patrimoni cultural català           |                                                        | Modifica les dades a Wikidata |
|        | Conjunt d'habitatges a l'avinguda Artesa                         | Lleida        | edifici edifici residencial  | Estil: noucentisme                                                                                | 41° 36′ 03″ N, 0° 38′ 35″ E / 41.60071°N,0.64297°E                                                                          | bé integrant del patrimoni cultural català           |                                                        | Modifica les dades a Wikidata |
|        | Convent de Santa Clara                                           | Lleida        | edifici                      | Estil: arquitectura barroca arquitectura popular                                                  | 41° 36′ 49″ N, 0° 37′ 19″ E / 41.613587°N,0.622066°E                                                                        | bé cultural d'interès local                          | Convent de Santa Clara (Lleida)                        | Modifica les dades a Wikidata |
|        | Dipòsit del Pla de l'Aigua                                       | Lleida        | edifici                      | Arquitecte: Lluís de Blondel de Drouhot i Dàvalos Estil: arquitectura neoclàssica Volum: 9000000l | 41° 36′ 39″ N, 0° 37′ 29″ E / 41.61083333333333°N,0.6247222222222223°E ca:Pl. del Dipòsit —Carrer de Múrcia 10 25002 Lleida | bé cultural d'interès local                          | Plaça del Dipòsit (Lleida)                             | Modifica les dades a Wikidata |
|        | Docs                                                             | Lleida        | edifici                      | Estil: arquitectura popular                                                                       | 41° 37′ 15″ N, 0° 37′ 56″ E / 41.620888°N,0.632188°E                                                                        | bé cultural d'interès local                          | Docs (Lleida)                                          | Modifica les dades a Wikidata |
|        | Edifici Montepio                                                 | Lleida        | edifici                      | Estil: academicisme                                                                               | 41° 36′ 46″ N, 0° 37′ 29″ E / 41.612877777778°N,0.62470277777778°E 243 msnm                                                 | bé cultural d'interès local                          | Edifici Montepio (Lleida)                              | Modifica les dades a Wikidata |
|        | Escola Casa Social                                               | Lleida        | edifici                      | Estil: noucentisme                                                                                | 41° 37′ 17″ N, 0° 37′ 11″ E / 41.62126°N,0.61968°E                                                                          | bé integrant del patrimoni cultural català           |                                                        | Modifica les dades a Wikidata |
|        | Escola Oficial d'Idiomes                                         | Lleida        | edifici                      | 1991                                                                                              | 41° 37′ 35″ N, 0° 37′ 56″ E / 41.62635°N,0.63222°E ca:C. Corregidor Escofet, 53                                             | bé integrant del patrimoni cultural català           | Escola Oficial d'Idiomes (Lleida)                      | Modifica les dades a Wikidata |
|        | Escola Universitària Politècnica d'Informàtica Campus de Cappont | Lleida        | edifici                      |                                                                                                   | 41° 36′ 30″ N, 0° 37′ 24″ E / 41.60827°N,0.62334°E                                                                          | bé integrant del patrimoni cultural català           |                                                        | Modifica les dades a Wikidata |
|        | Escola antiga Caixa d'Estalvis                                   | Lleida        | edifici                      | Estil: historicisme arquitectònic                                                                 | 41° 36′ 47″ N, 0° 37′ 12″ E / 41.613007°N,0.619954°E                                                                        | bé cultural d'interès local                          | Escola antiga Caixa d'Estalvis                         | Modifica les dades a Wikidata |
|        | Escola d'Enginyers Agrònoms de Catalunya                         | Lleida        | edifici                      |                                                                                                   | 41° 37′ 44″ N, 0° 35′ 44″ E / 41.6288°N,0.5955°E                                                                            | bé integrant del patrimoni cultural català           |                                                        | Modifica les dades a Wikidata |
|        | Escola del Treball                                               | Lleida        | edifici                      | Arquitecte: Francesc de Paula Morera i Gatell Estil: noucentisme                                  | 41° 37′ 24″ N, 0° 37′ 34″ E / 41.623252777778°N,0.62603611111111°E 161 msnm                                                 | bé cultural d'interès local                          | Escola del Treball (Lleida)                            | Modifica les dades a Wikidata |
|        | Escola dels Ferroviaris                                          | Lleida        | edifici                      | Estil: noucentisme Estat: enderrocat o destruït                                                   | 41° 37′ 18″ N, 0° 37′ 47″ E / 41.62155°N,0.629794°E                                                                         | bé integrant del patrimoni cultural català           |                                                        | Modifica les dades a Wikidata |
|        | Escoles Camps Elisis                                             | Lleida        | edifici                      | Arquitecte: Adolf Florensa i Ferrer Estil: noucentisme                                            | 41° 36′ 47″ N, 0° 37′ 52″ E / 41.61292°N,0.63116°E                                                                          | bé cultural d'interès local                          | Escola dels Camps Elisis                               | Modifica les dades a Wikidata |
|        | Escoles de Raïmat                                                | Lleida        | edifici                      | Estil: arquitectura modernista                                                                    | 41° 40′ 43″ N, 0° 28′ 43″ E / 41.678611111111°N,0.47861111111111°E ca:Carrer de les Monges                                  | bé integrant del patrimoni cultural català           | Escoles de Raïmat                                      | Modifica les dades a Wikidata |
|        | Facultat de Dret, Economia i Turisme (UdL)                       | Lleida        | edifici                      | Arquitecte: Roser Amadó i Cercós Lluís Domènech i Girbau                                          | ca:Carrer de Jaume II, 73                                                                                                   |                                                      |                                                        | Modifica les dades a Wikidata |
|        | Farinera La Meta                                                 | Lleida        | edifici                      | Arquitecte: Francesc de Paula Morera i Gatell Estil: arquitectura modernista 1915                 | 41° 37′ 17″ N, 0° 37′ 53″ E / 41.621388888889°N,0.63138888888889°E ca:Avinguda Príncep de Viana, 14                         | bé cultural d'interès local                          | Farinera La Meta (Lleida)                              | Modifica les dades a Wikidata |
|        | Fàbrica Devesa                                                   | Lleida Raimat | edifici fàbrica              | Arquitecte: Manuel Ribas i Piera                                                                  | 41° 41′ 35″ N, 0° 26′ 51″ E / 41.6931°N,0.4476°E ca:Carretera de Raimat a Sucs [km 1], Raimat                               | bé integrant del patrimoni cultural català           |                                                        | Modifica les dades a Wikidata |
|        | Fàbrica de Farines Gualda                                        | Lleida        | edifici                      | Estil: arquitectura popular                                                                       | | bé integrant del patrimoni cultural català           |                                                        | Modifica les dades a Wikidata |
|        | Govern Civil                                                     | Lleida        | edifici                      | Estil: academicisme                                                                               | 41° 36′ 59″ N, 0° 37′ 45″ E / 41.616352777778°N,0.62928888888889°E 146 msnm                                                 | bé cultural d'interès local                          | Govern Civil (Lleida)                                  | Modifica les dades a Wikidata |
|        | Govern Militar                                                   | Lleida        | edifici                      |                                                                                                   | 41° 37′ 12″ N, 0° 37′ 21″ E / 41.619955555556°N,0.62258611111111°E 173 msnm                                                 | bé cultural d'interès local                          | Govern Militar (Lleida)                                | Modifica les dades a Wikidata |
|        | Granja Agrícola Provincial                                       | Lleida        | edifici                      | Estil: arquitectura barroca                                                                       | 41° 37′ 41″ N, 0° 35′ 49″ E / 41.628192°N,0.596864°E                                                                        | bé cultural d'interès local                          | Granja Agrícola Provincial (Lleida)                    | Modifica les dades a Wikidata |
|        | Granja de Picabaix                                               | Lleida        | edifici                      | Estil: arquitectura popular                                                                       | 41° 39′ 35″ N, 0° 39′ 25″ E / 41.659666°N,0.657081°E                                                                        | bé cultural d'interès local                          | Granja de Picabaix                                     | Modifica les dades a Wikidata |
|        | Hangar i torre de control als Mangraners                         | Lleida        | edifici                      | Arquitecte: Marià Gomà i Pujades                                                                  | 41° 36′ 27″ N, 0° 40′ 01″ E / 41.607530555556°N,0.66682222222222°E 206 msnm                                                 | bé cultural d'interès local                          | Hangar i torre de control als Mangraners               | Modifica les dades a Wikidata |
|        | Hermanitas de Los Pobres                                         | Lleida        | edifici                      |                                                                                                   | 41° 39′ 02″ N, 0° 36′ 39″ E / 41.650502777778°N,0.61082222222222°E 188 msnm                                                 | bé cultural d'interès local                          | Hermanitas de Los Pobres (Lleida)                      | Modifica les dades a Wikidata |
|        | Hermanitas de Los Ricos Club Ronda                               | Lleida        | edifici                      |                                                                                                   | 41° 37′ 08″ N, 0° 36′ 54″ E / 41.618972°N,0.615093°E 171 msnm                                                               | bé integrant del patrimoni cultural català           | Hermanitas de Los Ricos Club Ronda (Lleida)            | Modifica les dades a Wikidata |
|        | Hospital Provincial                                              | Lleida        | edifici                      | Estil: noucentisme                                                                                | 41° 37′ 23″ N, 0° 36′ 59″ E / 41.623033333333°N,0.61646111111111°E 170 msnm                                                 | bé cultural d'interès local                          | Hospital Provincial (Lleida)                           | Modifica les dades a Wikidata |
|        | Hostal Comtes d'Urgell                                           | Lleida        | edifici                      |                                                                                                   | 41° 36′ 34″ N, 0° 38′ 11″ E / 41.609505555556°N,0.63625277777778°E 150 msnm                                                 | bé integrant del patrimoni cultural català           | Hostal Comtes d'Urgell (Lleida)                        | Modifica les dades a Wikidata |
|        | Locals parroquials de Santa Maria Magdalena                      | Lleida        | edifici                      | 1966                                                                                              | 41° 37′ 25″ N, 0° 37′ 29″ E / 41.62358°N,0.62476°E ca:C. Ramon Llull, 10                                                    | bé integrant del patrimoni cultural català           | Locals parroquials de Santa Maria Magdalena            | Modifica les dades a Wikidata |
|        | Museu de l'Institut d'Estudis Ilerdencs                          | Lleida        | edifici                      |                                                                                                   | | bé d'interès cultural                                | Institut d'Estudis Ilerdencs                           | Modifica les dades a Wikidata |
|        | Mutua Leridana de Seguros                                        | Lleida        | edifici                      | Estil: arquitectura eclèctica                                                                     | 41° 36′ 56″ N, 0° 37′ 14″ E / 41.615502°N,0.620558°E 168 msnm                                                               | bé cultural d'interès local                          | Mutua Leridana de Seguros (Lleida)                     | Modifica les dades a Wikidata |
|        | Nau industrial                                                   | Lleida        | edifici                      |                                                                                                   | 41° 37′ 04″ N, 0° 39′ 29″ E / 41.617666°N,0.658025°E                                                                        | bé integrant del patrimoni cultural català           | Nau industrial (Lleida)                                | Modifica les dades a Wikidata |
|        | Palau Episcopal                                                  | Lleida        | edifici                      | Estil: historicisme arquitectònic                                                                 | 41° 36′ 53″ N, 0° 37′ 15″ E / 41.614819444444°N,0.62080277777778°E 165 msnm                                                 | bé cultural d'interès local                          | Palau Episcopal de Lleida                              | Modifica les dades a Wikidata |
|        | Palau de la Diputació de Lleida                                  | Lleida        | edifici                      | Estil: arquitectura eclèctica academicisme 1789                                                   | 41° 37′ 04″ N, 0° 37′ 48″ E / 41.61785556°N,0.62986944°E                                                                    | bé cultural d'interès local                          | Palau de la Diputació de Lleida                        | Modifica les dades a Wikidata |
|        | Pati del Miqueló                                                 | Lleida        | edifici                      | Estil: arquitectura popular Estat: enderrocat o destruït                                          | 41° 36′ 47″ N, 0° 37′ 19″ E / 41.613036°N,0.621878°E                                                                        | bé integrant del patrimoni cultural català           |                                                        | Modifica les dades a Wikidata |
|        | Quiosc de música dels Camps Elisis                               | Lleida        | edifici                      | Estil: noucentisme                                                                                | 41° 36′ 51″ N, 0° 37′ 56″ E / 41.614166°N,0.632129°E                                                                        | bé cultural d'interès local                          | Camps Elisis                                           | Modifica les dades a Wikidata |
|        | Residència Pare Coll                                             | Lleida        | edifici                      | Estil: arquitectura eclèctica                                                                     | 41° 36′ 48″ N, 0° 37′ 24″ E / 41.613219444444°N,0.62339444444444°E 146 msnm                                                 | bé cultural d'interès local                          | Residència Pare Coll (Lleida)                          | Modifica les dades a Wikidata |
|        | Residència Sanitària                                             | Lleida        | edifici                      |                                                                                                   | 41° 37′ 36″ N, 0° 36′ 48″ E / 41.626593°N,0.613217°E 146 msnm                                                               | bé cultural d'interès local                          | Residència Sanitària (Lleida)                          | Modifica les dades a Wikidata |
|        | Seminari de Lleida                                               | Lleida        | edifici Ús: seminari catòlic | Estil: historicisme arquitectònic                                                                 | 41° 36′ 53″ N, 0° 37′ 11″ E / 41.614769°N,0.61968°E                                                                         | bé cultural d'interès local                          | Seminari de Lleida                                     | Modifica les dades a Wikidata |
|        | Seu de la Demarcació del Col·legi d'Arquitectes                  | Lleida        | edifici                      |                                                                                                   | 41° 36′ 55″ N, 0° 37′ 34″ E / 41.61528°N,0.62604°E                                                                          | bé integrant del patrimoni cultural català           |                                                        | Modifica les dades a Wikidata |
|        | Teatre Municipal                                                 | Lleida        | edifici                      | Estil: arquitectura eclèctica                                                                     | 41° 36′ 49″ N, 0° 37′ 55″ E / 41.61371°N,0.63204°E                                                                          | bé cultural d'interès local                          | Teatre Municipal (Lleida)                              | Modifica les dades a Wikidata |
|        | edifici a la rambla Ferran, 43                                   | Lleida        | edifici                      | Estil: arquitectura modernista Estat: enderrocat o destruït                                       | 41° 37′ 09″ N, 0° 37′ 50″ E / 41.6192365°N,0.6306465°E ca:Rambla Ferran, 43                                                 | bé integrant del patrimoni cultural català           |                                                        | Modifica les dades a Wikidata |
|        | el Recorrido                                                     | Lleida        | edifici                      | Estil: arquitectura del ferro                                                                     | 41° 37′ 37″ N, 0° 38′ 21″ E / 41.627024°N,0.639256°E 153 msnm                                                               | bé integrant del patrimoni cultural català           | El Recorrido (Lleida)                                  | Modifica les dades a Wikidata |
|        | seu del Consell Comarcal del Segrià                              | Lleida        | edifici                      |                                                                                                   | 41° 37′ 01″ N, 0° 37′ 41″ E / 41.6169431952573°N,0.627986628266451°E                                                        |                                                      |                                                        | Modifica les dades a Wikidata |

## entitat singular de població
| imatge | Nom                  | Ubicat a | instància de                                                      | Detalls      | coordenades                                                       | Protecció | Commons (més fotos)  | Dades a WD                    |
| ------ | -------------------- | -------- | ----------------------------------------------------------------- | ------------ | ----------------------------------------------------------------- | --------- | -------------------- | ----------------------------- |
|        | Butsènit             | Lleida   | entitat singular de població                                      | 893 hab      | 41° 34′ 48″ N, 0° 34′ 26″ E / 41.579875°N,0.57396111°E 147 msnm   |           | Butsènit             | Modifica les dades a Wikidata |
|        | Ciutat de Lleida     | Lleida   | entitat singular de població ciutat gran ciutat capital municipal | 139054 hab   | 41° 37′ 00″ N, 0° 37′ 20″ E / 41.61674°N,0.62218°E 167 msnm       |           |                      | Modifica les dades a Wikidata |
|        | Gualda               | Lleida   | entitat singular de població                                      | 814 hab      | 41° 38′ 41″ N, 0° 36′ 42″ E / 41.644822°N,0.611628°E 193 msnm     |           |                      | Modifica les dades a Wikidata |
|        | Llívia               | Lleida   | entitat singular de població                                      | 1382 hab     | 41° 38′ 59″ N, 0° 38′ 28″ E / 41.64976389°N,0.64119722°E 175 msnm |           | Llívia (Lleida)      | Modifica les dades a Wikidata |
|        | Raimat               | Lleida   | entitat singular de població entitat municipal descentralitzada   | 504 hab      | 41° 40′ 42″ N, 0° 28′ 45″ E / 41.67833333°N,0.47916667°E 301 msnm |           | Raimat               | Modifica les dades a Wikidata |
|        | Sucs                 | Lleida   | entitat singular de població entitat municipal descentralitzada   | 1945 514 hab | 41° 42′ 06″ N, 0° 24′ 41″ E / 41.701585°N,0.411394°E 238 msnm     |           | Sucs                 | Modifica les dades a Wikidata |
|        | les Basses d'Alpicat | Lleida   | entitat singular de població barri                                | 852 hab      | 41° 38′ 42″ N, 0° 34′ 23″ E / 41.64508056°N,0.57300556°E 230 msnm |           | Les Basses d'Alpicat | Modifica les dades a Wikidata |
|        | les Torres de Sanui  | Lleida   | entitat singular de població                                      | 865 hab      | 41° 37′ 28″ N, 0° 32′ 24″ E / 41.624425°N,0.54004444°E 231 msnm   |           |                      | Modifica les dades a Wikidata |

## església
| imatge | Nom                                            | Ubicat a | instància de                                                                        | Detalls | coordenades                                                                                | Protecció                                                                  | Commons (més fotos)                          | Dades a WD                    |
| ------ | ---------------------------------------------- | -------- | ----------------------------------------------------------------------------------- | --- | ------------------------------------------------------------------------------------------ | -------------------------------------------------------------------------- | -------------------------------------------- | ----------------------------- |
|        | Convent de Santa Teresa                        | Lleida   | església                                                                            | Estil: arquitectura barroca arquitectura popular                                                                  | 41° 36′ 46″ N, 0° 37′ 21″ E / 41.6129°N,0.622514°E                                         | bé cultural d'interès local                                                | Convent de Santa Teresa (Lleida)             | Modifica les dades a Wikidata |
|        | Ermita de Butsènit                             | Lleida   | església                                                                            | Estil: arquitectura popular                                                                                       | 41° 34′ 48″ N, 0° 34′ 27″ E / 41.57995°N,0.57411111111111°E 145 msnm                       | bé cultural d'interès local                                                | Ermita de Butsènit (Lleida)                  | Modifica les dades a Wikidata |
|        | Ermita de Granyena                             | Lleida   | església                                                                            | Estil: arquitectura barroca arquitectura popular                                                                  | 41° 38′ 30″ N, 0° 39′ 44″ E / 41.641780555556°N,0.66220277777778°E 155 msnm                | bé cultural d'interès local                                                | Ermita de Granyena (Lleida)                  | Modifica les dades a Wikidata |
|        | Mare de Déu de Montserrat                      | Lleida   | església                                                                            | | 41° 37′ 52″ N, 0° 35′ 33″ E / 41.6310307657347°N,0.592561247187391°E                       |                                                                            |                                              | Modifica les dades a Wikidata |
|        | Nostra Senyora dels Dolors                     | Lleida   | església                                                                            | Estil: arquitectura barroca                                                                                       | 41° 36′ 51″ N, 0° 37′ 27″ E / 41.614205555556°N,0.62411111111111°E 166 msnm                | bé cultural d'interès local                                                | Oratori de Nostra Senyora dels Dolors        | Modifica les dades a Wikidata |
|        | Sant Andreu                                    | Lleida   | església                                                                            | | 41° 36′ 55″ N, 0° 37′ 28″ E / 41.6153192105691°N,0.624361710012234°E                       |                                                                            |                                              | Modifica les dades a Wikidata |
|        | Sant Francesc Xavier de Suquets                | Lleida   | església                                                                            | | 41° 42′ 02″ N, 0° 25′ 02″ E / 41.700494444444°N,0.41714444444444°E 253 msnm                | bé integrant del patrimoni cultural català                                 | Església de Suquets                          | Modifica les dades a Wikidata |
|        | Sant Isidre de Sucs                            | Lleida   | església                                                                            | Estil: historicisme arquitectònic                                                                                 | 41° 42′ 07″ N, 0° 24′ 43″ E / 41.702013888889°N,0.41204722222222°E 236 msnm                | bé integrant del patrimoni cultural català                                 | Església de Sucs                             | Modifica les dades a Wikidata |
|        | Sant Joan de Lleida                            | Lleida   | església                                                                            | Arquitecte: Julio Saracíbar Estil: neogòtic                                                                       | 41° 36′ 59″ N, 0° 37′ 39″ E / 41.616464°N,0.627608°E                                       | bé cultural d'interès local                                                | Church of Sant Joan, Lleida                  | Modifica les dades a Wikidata |
|        | Sant Josep de la Pleta                         | Lleida   | església capella                                                                    | | 41° 40′ 57″ N, 0° 30′ 36″ E / 41.6825065473393°N,0.509993122891189°E                       |                                                                            |                                              | Modifica les dades a Wikidata |
|        | Sant Llorenç                                   | Lleida   | església Ús: catedral catòlica procatedral                                          | Estil: arquitectura romànica arquitectura gòtica                                                                  | 41° 36′ 52″ N, 0° 37′ 18″ E / 41.61440278°N,0.62158056°E                                   | bé d'interès cultural bé cultural d'interès nacional                       | Church of Sant Llorenç, Lleida               | Modifica les dades a Wikidata |
|        | Sant Miquel                                    | Lleida   | església capella                                                                    | | 41° 42′ 09″ N, 0° 24′ 54″ E / 41.70247182589°N,0.414957070642418°E                         |                                                                            |                                              | Modifica les dades a Wikidata |
|        | Sant Pere de Lleida                            | Lleida   | església                                                                            | Estil: arquitectura barroca                                                                                       | 41° 36′ 51″ N, 0° 37′ 34″ E / 41.614266666667°N,0.62606111111111°E 149 msnm                | bé cultural d'interès local                                                | Església de Sant Pere, Lleida                | Modifica les dades a Wikidata |
|        | Sant Ruf de Lleida                             | Lleida   | església monestir                                                                   | Estil: arquitectura romànica                                                                                      | 41° 38′ 16″ N, 0° 38′ 15″ E / 41.6377°N,0.63739°E                                          | element de la Llista Vermella del Patrimoni bé cultural d'interès nacional | Church of Sant Ruf, Lleida                   | Modifica les dades a Wikidata |
|        | Seu Nova                                       | Lleida   | església                                                                            | Arquitecte: Pedro Martín Cermeño Estil: arquitectura barroca arquitectura neoclàssica 1761 Dedicat a: Verge Maria | 41° 36′ 48″ N, 0° 37′ 23″ E / 41.61331667°N,0.62295833°E ca:Plaça de la Catedral 146 msnm  | bé d'interès cultural bé cultural d'interès nacional                       | New Cathedral of Lleida                      | Modifica les dades a Wikidata |
|        | Seu Vella                                      | Lleida   | església església secularitzada antiga catedral Ús: catedral catòlica caserna presó | Arquitecte: Pere de Coma Estil: arquitectura romànica 1203 Dedicat a: Verge Maria                                 | 41° 37′ 04″ N, 0° 37′ 36″ E / 41.617777777778°N,0.62666666666667°E Turó de la Seu Vella    | bé d'interès cultural bé cultural d'interès nacional                       | Old Cathedral of Lleida                      | Modifica les dades a Wikidata |
|        | capella de Sant Jaume (Lleida)                 | Lleida   | església                                                                            | Estil: arquitectura gòtica                                                                                        | 41° 36′ 48″ N, 0° 37′ 29″ E / 41.613431°N,0.624674°E                                       | bé cultural d'interès nacional                                             | Capella de Sant Jaume (Lleida)               | Modifica les dades a Wikidata |
|        | capella de la Sang                             | Lleida   | església                                                                            | Estil: arquitectura del Renaixement                                                                               | 41° 36′ 42″ N, 0° 37′ 16″ E / 41.6118°N,0.62117°E                                          | bé cultural d'interès nacional                                             | Capella de la Sang (Lleida)                  | Modifica les dades a Wikidata |
|        | el Carme                                       | Lleida   | església capella                                                                    | | 41° 37′ 08″ N, 0° 37′ 49″ E / 41.6188071338831°N,0.630150686410168°E                       |                                                                            |                                              | Modifica les dades a Wikidata |
|        | església de Raïmat                             | Lleida   | església                                                                            | Arquitecte: Joan Rubió i Bellver Estil: arquitectura modernista 1918                                              | 41° 40′ 43″ N, 0° 28′ 40″ E / 41.678611111111°N,0.47777777777778°E ca:Carrer de les Monges | bé cultural d'interès local                                                | Església de Raïmat                           | Modifica les dades a Wikidata |
|        | església de Sant Martí                         | Lleida   | església                                                                            | Estil: arquitectura romànica Anomenat per: Sant Martí de Tours                                                    | 41° 37′ 04″ N, 0° 37′ 19″ E / 41.61776111°N,0.62206111°E                                   | bé cultural d'interès nacional                                             | Church of Sant Martí, Lleida                 | Modifica les dades a Wikidata |
|        | església del Noviciat de la Companyia de Jesús | Lleida   | església                                                                            | | 41° 41′ 02″ N, 0° 29′ 56″ E / 41.68391°N,0.49885°E                                         | bé integrant del patrimoni cultural català                                 |                                              | Modifica les dades a Wikidata |
|        | parròquia de Santa Teresa                      | Lleida   | església                                                                            | Estil: noucentisme                                                                                                | 41° 36′ 58″ N, 0° 36′ 58″ E / 41.61622°N,0.61615°E                                         | bé integrant del patrimoni cultural català                                 | Parròquia-Santuari de Santa Teresina, Lleida | Modifica les dades a Wikidata |

## estació de ferrocarril
| imatge | Nom                                     | Ubicat a | instància de                                                         | Detalls            | coordenades                                                            | Protecció                   | Commons (més fotos)                             | Dades a WD                    |
| ------ | --------------------------------------- | -------- | -------------------------------------------------------------------- | ------------------ | ---------------------------------------------------------------------- | --------------------------- | ----------------------------------------------- | ----------------------------- |
|        | Estació de Lleida Pirineus              | Lleida   | estació de ferrocarril estació en superfície estació de canvi de via | Estil: noucentisme | 41° 37′ 15″ N, 0° 37′ 58″ E / 41.62083333°N,0.63277778°E               | bé cultural d'interès local | Estació Lleida-Pirineus                         | Modifica les dades a Wikidata |
|        | Estació de polígon industrial del Segre | Lleida   | estació de ferrocarril edifici                                       |                    | 41° 37′ 22″ N, 0° 39′ 11″ E / 41.6228834°N,0.6529403°E                 |                             |                                                 | Modifica les dades a Wikidata |
|        | estació del Pla de Vilanoveta           | Lleida   | estació de ferrocarril                                               |                    | 41° 37′ 03″ N, 0° 39′ 30″ E / 41.61761111111111°N,0.6583888888888888°E |                             | Pla de Vilanoveta train station (Lleida, Spain) | Modifica les dades a Wikidata |

## font
| imatge | Nom                          | Ubicat a | instància de          | Detalls                              | coordenades                                                                                            | Protecció                   | Commons (més fotos)          | Dades a WD                    |
| ------ | ---------------------------- | -------- | --------------------- | ------------------------------------ | --- | --------------------------- | ---------------------------- | ----------------------------- |
|        | font de Grealó               | Lleida   | font                  |                                      | 41° 34′ 50″ N, 0° 43′ 54″ E / 41.580614198181°N,0.73167796219688°E                                     |                             |                              | Modifica les dades a Wikidata |
|        | font de Torre-ribera         | Lleida   | font                  |                                      | 41° 35′ 53″ N, 0° 42′ 58″ E / 41.598038777586°N,0.716003085170321°E                                    |                             |                              | Modifica les dades a Wikidata |
|        | font de l'Hospital (Lleida)  | Lleida   | font                  | Estil: arquitectura neoclàssica      | 41° 36′ 46″ N, 0° 37′ 26″ E / 41.612643°N,0.623979°E ca:Av. Blondel                                    | bé cultural d'interès local | Font de l'Hospital (Lleida)  | Modifica les dades a Wikidata |
|        | font de la Palma             | Lleida   | font                  | Estil: arquitectura neoclàssica      | 41° 36′ 52″ N, 0° 37′ 22″ E / 41.614398°N,0.622834°E ca:Pl. Sant Antoni Mª Claret                      | bé cultural d'interès local | Font de la Palma (Lleida)    | Modifica les dades a Wikidata |
|        | font de la Sirena            | Lleida   | font obra escultòrica |                                      | 41° 36′ 50″ N, 0° 37′ 51″ E / 41.61391°N,0.63077°E                                                     |                             | Font de la Sirena            | Modifica les dades a Wikidata |
|        | font de les Piques           | Lleida   | font                  | Estil: arquitectura barroca          | 41° 36′ 53″ N, 0° 37′ 18″ E / 41.614854°N,0.621649°E ca:Plaça Sant Llorenç                             | bé cultural d'interès local | Font de les Piques           | Modifica les dades a Wikidata |
|        | font del Governador (Lleida) | Lleida   | font                  | Estil: arquitectura neoclàssica      | 41° 37′ 02″ N, 0° 37′ 44″ E / 41.617293°N,0.628826°E ca:c/ Baixada de la Trinitat                      | bé cultural d'interès local | Font del Governador (Lleida) | Modifica les dades a Wikidata |
|        | font del Governador Aparicio | Lleida   | font                  | Estil: arquitectura neoclàssica      | 41° 36′ 50″ N, 0° 37′ 31″ E / 41.613819444444°N,0.62523611111111°E ca:Costa del Jan 148 msnm           | bé cultural d'interès local | Font del Governador Aparici  | Modifica les dades a Wikidata |
|        | font del Roser               | Lleida   | font                  | Estil: arquitectura neoclàssica      | 41° 36′ 51″ N, 0° 37′ 26″ E / 41.614271°N,0.624025°E ca:Carrer Cavallers, 19                           | bé cultural d'interès local | Font del Roser (Lleida)      | Modifica les dades a Wikidata |
|        | font dels Tritons            | Lleida   | font                  | Estil: arquitectura neoclàssica 1798 | 41° 37′ 00″ N, 0° 37′ 26″ E / 41.616612°N,0.623988°E ca:Plaça de la Font dels Tritons, Lleida 182 msnm |                             | Font dels Tritons            | Modifica les dades a Wikidata |
|        | fonts monumentals de Lleida  | Lleida   | font                  |                                      | |                             |                              | Modifica les dades a Wikidata |

## indret
| imatge | Nom                                        | Ubicat a | instància de              | Detalls | coordenades                                              | Protecció | Commons (més fotos) | Dades a WD                    |
| ------ | ------------------------------------------ | -------- | ------------------------- | ------- | -------------------------------------------------------- | --------- | ------------------- | ----------------------------- |
|        | Complex de la Caparrella                   | Lleida   | indret conjunt d'edificis |         | 41° 35′ 55″ N, 0° 34′ 53″ E / 41.598489°N,0.581343°E     |           |                     | Modifica les dades a Wikidata |
|        | Horta de Lleida                            | Lleida   | indret                    |         | 41° 36′ 57″ N, 0° 37′ 33″ E / 41.61576°N,0.625903°E      |           | Horta de Lleida     | Modifica les dades a Wikidata |
|        | Parc Territorial Alcalde Pons - les Basses | Lleida   | indret                    |         | 41° 38′ 39″ N, 0° 34′ 20″ E / 41.64429444°N,0.57226111°E |           |                     | Modifica les dades a Wikidata |
|        | Partides de Lleida                         | Lleida   | indret                    |         |                                                          |           |                     | Modifica les dades a Wikidata |

## jaciment arqueològic
| imatge | Nom                                            | Ubicat a | instància de         | Detalls | coordenades                                                             | Protecció                                            | Commons (més fotos) | Dades a WD                    |
| ------ | ---------------------------------------------- | -------- | -------------------- | ------- | ----------------------------------------------------------------------- | ---------------------------------------------------- | ------------------- | ----------------------------- |
|        | Portal de Magdalena                            | Lleida   | jaciment arqueològic |         | 41° 37′ 09″ N, 0° 37′ 41″ E / 41.61902778°N,0.62819444°E 179 msnm       | bé integrant del patrimoni cultural català           |                     | Modifica les dades a Wikidata |
|        | restes arqueològiques de la plaça de Sant Joan | Lleida   | jaciment arqueològic |         | 41° 36′ 57″ N, 0° 37′ 38″ E / 41.615833333333335°N,0.6272222222222222°E | bé d'interès cultural bé cultural d'interès nacional |                     | Modifica les dades a Wikidata |

## masia
| imatge | Nom             | Ubicat a | instància de | Detalls                                              | coordenades                                                                 | Protecció                   | Commons (més fotos)    | Dades a WD                    |
| ------ | --------------- | -------- | ------------ | ---------------------------------------------------- | --------------------------------------------------------------------------- | --------------------------- | ---------------------- | ----------------------------- |
|        | Masia del Rei   | Lleida   | masia        | Estil: arquitectura neoclàssica arquitectura popular | 41° 38′ 15″ N, 0° 37′ 31″ E / 41.637622222222°N,0.62529444444444°E 179 msnm | bé cultural d'interès local | Masia del Rei (Lleida) | Modifica les dades a Wikidata |
|        | Torre del Soler | Lleida   | masia        | Estil: noucentisme                                   | 41° 37′ 09″ N, 0° 41′ 05″ E / 41.619153°N,0.684851°E                        | bé cultural d'interès local | Torre Solé (Lleida)    | Modifica les dades a Wikidata |
|        | la Ginesta      | Lleida   | masia        | Estil: arquitectura eclèctica                        | 41° 42′ 15″ N, 0° 25′ 22″ E / 41.704219444444°N,0.42277777777778°E 264 msnm | bé cultural d'interès local | La Ginesta (Lleida)    | Modifica les dades a Wikidata |

## mausoleu
| imatge | Nom                     | Ubicat a | instància de | Detalls                                                                           | coordenades                                                        | Protecció                                  | Commons (més fotos)                  | Dades a WD                    |
| ------ | ----------------------- | -------- | ------------ | --------------------------------------------------------------------------------- | ------------------------------------------------------------------ | ------------------------------------------ | ------------------------------------ | ----------------------------- |
|        | Panteó M. Llorens       | Lleida   | mausoleu     | Estil: arquitectura eclèctica                                                     |                                                                    | bé integrant del patrimoni cultural català | Panteó M. Llorens (Lleida)           | Modifica les dades a Wikidata |
|        | Panteó d'Enric Nuet     | Lleida   | mausoleu     | Arquitecte: Francesc de Paula Morera i Gatell Estil: arquitectura modernista 1912 | 41° 36′ 49″ N, 0° 39′ 04″ E / 41.613611111111°N,0.65111111111111°E | bé cultural d'interès local                | Panteó Comte de Torregrossa (Lleida) | Modifica les dades a Wikidata |
|        | Panteó de Teresa Pedrol | Lleida   | mausoleu     | Estil: modernisme català                                                          |                                                                    | bé integrant del patrimoni cultural català | Mausoleu Rodríguez de Los Ríos       | Modifica les dades a Wikidata |

## molí d'aigua
| imatge | Nom              | Ubicat a | instància de | Detalls                     | coordenades                                                          | Protecció                                  | Commons (més fotos) | Dades a WD                    |
| ------ | ---------------- | -------- | ------------ | --------------------------- | -------------------------------------------------------------------- | ------------------------------------------ | ------------------- | ----------------------------- |
|        | Molí de Canet    | Lleida   | molí d'aigua |                             | 41° 40′ 06″ N, 0° 35′ 02″ E / 41.6684576119623°N,0.583827689627839°E |                                            |                     | Modifica les dades a Wikidata |
|        | Molí de Cervià   | Lleida   | molí d'aigua | Estil: arquitectura popular | 41° 37′ 20″ N, 0° 39′ 11″ E / 41.622341°N,0.6531895°E                | bé cultural d'interès local                | Molí de Cervià      | Modifica les dades a Wikidata |
|        | Molí de Picabaix | Lleida   | molí d'aigua | Estil: arquitectura popular | 41° 39′ 33″ N, 0° 39′ 38″ E / 41.65919°N,0.6605°E                    | bé integrant del patrimoni cultural català |                     | Modifica les dades a Wikidata |

## monument
| imatge | Nom                         | Ubicat a | instància de | Detalls                             | coordenades                                                                            | Protecció                                  | Commons (més fotos)          | Dades a WD                    |
| ------ | --------------------------- | -------- | ------------ | ----------------------------------- | -------------------------------------------------------------------------------------- | ------------------------------------------ | ---------------------------- | ----------------------------- |
|        | Estàtua d'Indíbil i Mandoni | Lleida   | monument     |                                     | 41° 36′ 54″ N, 0° 37′ 39″ E / 41.615118°N,0.627413°E                                   | bé integrant del patrimoni cultural català | Estàtues d'Indíbil i Mandoni | Modifica les dades a Wikidata |
|        | Glorieta de Font i Quer     | Lleida   | monument     |                                     | 41° 37′ 44″ N, 0° 38′ 32″ E / 41.6287838048974°N,0.642293302527855°E                   |                                            |                              | Modifica les dades a Wikidata |
|        | L'arbre paer                | Lleida   | monument     | Creador: Benet Rossell i Sanuy 1997 | 41° 36′ 51″ N, 0° 37′ 47″ E / 41.614166666667°N,0.62986111111111°E ca:Plaça d'en Bores |                                            | Arbre paer                   | Modifica les dades a Wikidata |
|        | Monument als Pagesos        | Lleida   | monument     |                                     | 41° 36′ 42″ N, 0° 36′ 51″ E / 41.611656°N,0.614213°E                                   |                                            |                              | Modifica les dades a Wikidata |
|        | Pilar del General           | Lleida   | monument     | Estil: arquitectura neoclàssica     | 41° 36′ 54″ N, 0° 37′ 37″ E / 41.614994444444°N,0.62688055555556°E 149 msnm            | bé cultural d'interès local                | Pilar del General            | Modifica les dades a Wikidata |

## muntanya
| imatge | Nom                  | Ubicat a | instància de | Detalls | coordenades                                                            | Protecció                            | Commons (més fotos) | Dades a WD                    |
| ------ | -------------------- | -------- | ------------ | ------- | ---------------------------------------------------------------------- | ------------------------------------ | ------------------- | ----------------------------- |
|        | Lo Vilot             | Lleida   | muntanya     |         | 41° 42′ 09″ N, 0° 24′ 52″ E / 41.70259583°N,0.41452778°E 281.2 msnm    |                                      | Lo Vilot            | Modifica les dades a Wikidata |
|        | Tossal de Moradilla  | Lleida   | muntanya     |         | 41° 37′ 10″ N, 0° 42′ 35″ E / 41.619530636°N,0.709795465691°E 243 msnm |                                      | Tossal de Moradilla | Modifica les dades a Wikidata |
|        | Tossal de la Cerdera | Lleida   | muntanya     |         | 41° 39′ 53″ N, 0° 31′ 09″ E / 41.66484444°N,0.51921583°E 336.3 msnm    |                                      |                     | Modifica les dades a Wikidata |
|        | Tossal de les Torres | Lleida   | muntanya     |         | 41° 38′ 45″ N, 0° 31′ 55″ E / 41.6459°N,0.531936°E 332 msnm            |                                      |                     | Modifica les dades a Wikidata |
|        | Turó de la Seu Vella | Lleida   | muntanya     |         | 41° 37′ 05″ N, 0° 37′ 32″ E / 41.61798056°N,0.62556944°E               | Candidat a Patrimoni de la Humanitat |                     | Modifica les dades a Wikidata |
|        | turó de Gardeny      | Lleida   | muntanya     |         | 41° 36′ 23″ N, 0° 36′ 30″ E / 41.6064°N,0.608383°E 198 msnm            |                                      |                     | Modifica les dades a Wikidata |
|        | turó de la Serreta   | Lleida   | muntanya     |         | 41° 36′ 49″ N, 0° 36′ 59″ E / 41.613718°N,0.616375°E                   |                                      | Turó de la Serreta  | Modifica les dades a Wikidata |

## muralla urbana
| imatge | Nom                         | Ubicat a | instància de   | Detalls | coordenades                                                                 | Protecció                                            | Commons (més fotos)      | Dades a WD                    |
| ------ | --------------------------- | -------- | -------------- | ------- | --------------------------------------------------------------------------- | ---------------------------------------------------- | ------------------------ | ----------------------------- |
|        | Muralla d'època andalusina  | Lleida   | muralla urbana |         |                                                                             | bé cultural d'interès nacional                       |                          | Modifica les dades a Wikidata |
|        | Muralla d'època moderna     | Lleida   | muralla urbana |         |                                                                             | bé cultural d'interès nacional                       |                          | Modifica les dades a Wikidata |
|        | Muralla de la ciutat feudal | Lleida   | muralla urbana |         | 41° 37′ 00″ N, 0° 37′ 30″ E / 41.616752777778°N,0.62495277777778°E 209 msnm | bé d'interès cultural bé cultural d'interès nacional | Fortificacions de Lleida | Modifica les dades a Wikidata |

## nucli de població
| imatge | Nom       | Ubicat a | instància de      | Detalls | coordenades                                        | Protecció | Commons (més fotos) | Dades a WD                    |
| ------ | --------- | -------- | ----------------- | ------- | -------------------------------------------------- | --------- | ------------------- | ----------------------------- |
|        | Moredilla | Lleida   | nucli de població |         | 41° 37′ 00″ N, 0° 42′ 54″ E / 41.6166°N,0.715055°E |           |                     | Modifica les dades a Wikidata |
|        | Suquets   | Lleida   | nucli de població |         | 41° 41′ 50″ N, 0° 24′ 49″ E / 41.6971°N,0.413704°E |           |                     | Modifica les dades a Wikidata |

## parc
| imatge | Nom                   | Ubicat a | instància de | Detalls                                                 | coordenades                                                                 | Protecció                                  | Commons (més fotos) | Dades a WD                    |
| ------ | --------------------- | -------- | ------------ | ------------------------------------------------------- | --------------------------------------------------------------------------- | ------------------------------------------ | ------------------- | ----------------------------- |
|        | Camps Elisis (Lleida) | Lleida   | parc         | Estil: arquitectura modernista arquitectura neoclàssica | 41° 36′ 51″ N, 0° 37′ 55″ E / 41.6141°N,0.632062°E                          | bé integrant del patrimoni cultural català | Camps Elisis        | Modifica les dades a Wikidata |
|        | La Xopera             | Lleida   | parc         |                                                         | 41° 36′ 47″ N, 0° 37′ 39″ E / 41.613066666667°N,0.62759444444444°E 142 msnm | bé integrant del patrimoni cultural català | La Xopera (Lleida)  | Modifica les dades a Wikidata |

## partida rural
| imatge | Nom                   | Ubicat a | instància de  | Detalls | coordenades                                                          | Protecció | Commons (més fotos)  | Dades a WD                    |
| ------ | --------------------- | -------- | ------------- | ------- | -------------------------------------------------------------------- | --------- | -------------------- | ----------------------------- |
|        | Astó                  | Lleida   | partida rural |         | 41° 32′ 53″ N, 0° 39′ 31″ E / 41.548159°N,0.658665°E                 |           |                      | Modifica les dades a Wikidata |
|        | Aubarés               | Lleida   | partida rural |         | 41° 36′ 05″ N, 0° 37′ 55″ E / 41.601452°N,0.631928°E                 |           | Aubarés              | Modifica les dades a Wikidata |
|        | Balàfia               | Lleida   | partida rural |         | 41° 37′ 58″ N, 0° 36′ 54″ E / 41.63283°N,0.614977°E                  |           |                      | Modifica les dades a Wikidata |
|        | Boixadors             | Lleida   | partida rural |         | 41° 38′ 34″ N, 0° 35′ 22″ E / 41.642901°N,0.589485°E                 |           |                      | Modifica les dades a Wikidata |
|        | Camp-Rodó             | Lleida   | partida rural |         | 41° 39′ 26″ N, 0° 36′ 10″ E / 41.6573°N,0.602875°E                   |           |                      | Modifica les dades a Wikidata |
|        | Canet                 | Lleida   | partida rural |         | 41° 39′ 21″ N, 0° 35′ 17″ E / 41.655792°N,0.58794°E                  |           |                      | Modifica les dades a Wikidata |
|        | Caparrella            | Lleida   | partida rural |         | 41° 35′ 51″ N, 0° 34′ 49″ E / 41.597601°N,0.580387°E                 |           | Caparrella           | Modifica les dades a Wikidata |
|        | El Bou                | Lleida   | partida rural |         | 41° 42′ 21″ N, 0° 23′ 13″ E / 41.7057°N,0.386925°E                   |           |                      | Modifica les dades a Wikidata |
|        | El Fons               | Lleida   | partida rural |         | 41° 42′ 34″ N, 0° 24′ 31″ E / 41.709317°N,0.408554°E                 |           |                      | Modifica les dades a Wikidata |
|        | El Regal de la Casa   | Lleida   | partida rural |         | 41° 42′ 22″ N, 0° 25′ 51″ E / 41.706241°N,0.430698°E                 |           |                      | Modifica les dades a Wikidata |
|        | Empresseguera         | Lleida   | partida rural |         | 41° 36′ 38″ N, 0° 35′ 23″ E / 41.610565°N,0.589828°E                 |           |                      | Modifica les dades a Wikidata |
|        | Fontanet              | Lleida   | partida rural |         | 41° 37′ 05″ N, 0° 38′ 44″ E / 41.618°N,0.645576°E                    |           | Fontanet (Lleida)    | Modifica les dades a Wikidata |
|        | Fontanet lo Curt      | Lleida   | partida rural |         | 41° 37′ 56″ N, 0° 34′ 13″ E / 41.632124°N,0.570345°E                 |           |                      | Modifica les dades a Wikidata |
|        | Grealó                | Lleida   | partida rural |         | 41° 39′ 23″ N, 0° 38′ 33″ E / 41.656465°N,0.6424°E                   |           | Grealó               | Modifica les dades a Wikidata |
|        | Grenyana              | Lleida   | partida rural |         | 41° 38′ 16″ N, 0° 39′ 29″ E / 41.637705°N,0.65815°E                  |           | Grenyana             | Modifica les dades a Wikidata |
|        | Jesuset               | Lleida   | partida rural |         | 41° 38′ 06″ N, 0° 37′ 58″ E / 41.635107°N,0.632873°E                 |           |                      | Modifica les dades a Wikidata |
|        | L'Oliverar            | Lleida   | partida rural |         | 41° 42′ 14″ N, 0° 25′ 04″ E / 41.7039°N,0.41791°E                    |           |                      | Modifica les dades a Wikidata |
|        | La Clamor             | Lleida   | partida rural |         | 41° 39′ 41″ N, 0° 29′ 39″ E / 41.6613°N,0.494299°E                   |           |                      | Modifica les dades a Wikidata |
|        | La Cogullada          | Lleida   | partida rural |         | 41° 34′ 55″ N, 0° 39′ 03″ E / 41.582066°N,0.65094°E                  |           |                      | Modifica les dades a Wikidata |
|        | La Copa d'Or          | Lleida   | partida rural |         | 41° 36′ 02″ N, 0° 37′ 20″ E / 41.600553°N,0.62223°E                  |           | La Copa d'Or         | Modifica les dades a Wikidata |
|        | La Cort               | Lleida   | partida rural |         | 41° 38′ 34″ N, 0° 37′ 36″ E / 41.6427°N,0.626693°E                   |           |                      | Modifica les dades a Wikidata |
|        | La Femosa             | Lleida   | partida rural |         | 41° 35′ 09″ N, 0° 38′ 41″ E / 41.58579°N,0.64476°E                   |           |                      | Modifica les dades a Wikidata |
|        | La Mariola            | Lleida   | partida rural |         | 41° 36′ 41″ N, 0° 35′ 14″ E / 41.6114°N,0.587168°E                   |           | La Mariola (partida) | Modifica les dades a Wikidata |
|        | La Plana de Lleida    | Lleida   | partida rural |         | 41° 38′ 57″ N, 0° 39′ 06″ E / 41.6492°N,0.651755°E                   |           | La Plana del Bisbe   | Modifica les dades a Wikidata |
|        | La Plana de Sucs      | Lleida   | partida rural |         | 41° 42′ 02″ N, 0° 24′ 10″ E / 41.7005°N,0.402718°E                   |           |                      | Modifica les dades a Wikidata |
|        | Les Canals            | Lleida   | partida rural |         | 41° 37′ 39″ N, 0° 40′ 47″ E / 41.6275°N,0.679779°E                   |           |                      | Modifica les dades a Wikidata |
|        | Malgovern             | Lleida   | partida rural |         | 41° 35′ 31″ N, 0° 33′ 20″ E / 41.591952°N,0.555582°E                 |           | Malgovern (Lleida)   | Modifica les dades a Wikidata |
|        | Montcada              | Lleida   | partida rural |         | 41° 38′ 55″ N, 0° 35′ 42″ E / 41.648688°N,0.595067°E                 |           | Montcada (partida)   | Modifica les dades a Wikidata |
|        | Pardinyes altes       | Lleida   | partida rural |         | 41° 38′ 00″ N, 0° 38′ 17″ E / 41.633263°N,0.638194°E                 |           |                      | Modifica les dades a Wikidata |
|        | Pardinyes baixes      | Lleida   | partida rural |         | 41° 37′ 43″ N, 0° 38′ 37″ E / 41.628724°N,0.643601°E                 |           |                      | Modifica les dades a Wikidata |
|        | Partida d'Alpicat     | Lleida   | partida rural |         | 41° 38′ 12″ N, 0° 35′ 18″ E / 41.6367°N,0.588369°E                   |           | Partida d'Alpicat    | Modifica les dades a Wikidata |
|        | Partida de Bovà       | Lleida   | partida rural |         | 41° 37′ 48″ N, 0° 36′ 28″ E / 41.630087°N,0.607896°E                 |           |                      | Modifica les dades a Wikidata |
|        | Partida de Cunillars  | Lleida   | partida rural |         | 41° 38′ 49″ N, 0° 36′ 31″ E / 41.6469°N,0.608497°E                   |           | Partida de Cunillars | Modifica les dades a Wikidata |
|        | Partida de Guindàvols | Lleida   | partida rural |         | 41° 37′ 33″ N, 0° 36′ 50″ E / 41.6257°N,0.613818°E                   |           |                      | Modifica les dades a Wikidata |
|        | Pedrós                | Lleida   | partida rural |         | 41° 32′ 51″ N, 0° 38′ 05″ E / 41.54758°N,0.634632°E                  |           |                      | Modifica les dades a Wikidata |
|        | Peixa-Sommés          | Lleida   | partida rural |         | 41° 38′ 40″ N, 0° 34′ 59″ E / 41.644408°N,0.582919°E                 |           |                      | Modifica les dades a Wikidata |
|        | Pla de Lleida         | Lleida   | partida rural |         | 41° 35′ 47″ N, 0° 38′ 40″ E / 41.5964°N,0.644503°E                   |           |                      | Modifica les dades a Wikidata |
|        | Pla de Montsó         | Lleida   | partida rural |         | 41° 38′ 55″ N, 0° 31′ 58″ E / 41.6487°N,0.532837°E                   |           | Pla de Montsó        | Modifica les dades a Wikidata |
|        | Pla de Raïmat         | Lleida   | partida rural |         | 41° 40′ 15″ N, 0° 26′ 45″ E / 41.67086°N,0.445805°E                  |           |                      | Modifica les dades a Wikidata |
|        | Pla de Sucs           | Lleida   | partida rural |         | 41° 42′ 09″ N, 0° 25′ 40″ E / 41.702589°N,0.42778°E                  |           |                      | Modifica les dades a Wikidata |
|        | Pla de la Cerdera     | Lleida   | partida rural |         | 41° 39′ 27″ N, 0° 31′ 48″ E / 41.657371°N,0.52994°E                  |           |                      | Modifica les dades a Wikidata |
|        | Plana de Gensana      | Lleida   | partida rural |         | 41° 35′ 31″ N, 0° 35′ 03″ E / 41.591824°N,0.584035°E Horta de Lleida |           | Plana de Gensana     | Modifica les dades a Wikidata |
|        | Quatre Pilans         | Lleida   | partida rural |         | 41° 36′ 07″ N, 0° 39′ 46″ E / 41.6019°N,0.662699°E                   |           |                      | Modifica les dades a Wikidata |
|        | Rufea                 | Lleida   | partida rural |         | 41° 35′ 08″ N, 0° 35′ 36″ E / 41.585469°N,0.593348°E                 |           | Rufea                | Modifica les dades a Wikidata |
|        | Sant Just             | Lleida   | partida rural |         | 41° 37′ 05″ N, 0° 33′ 39″ E / 41.618041°N,0.560732°E                 |           |                      | Modifica les dades a Wikidata |
|        | Serrallonga           | Lleida   | partida rural |         | 41° 38′ 59″ N, 0° 37′ 45″ E / 41.649763°N,0.629225°E                 |           |                      | Modifica les dades a Wikidata |
|        | Sot de Fontanet       | Lleida   | partida rural |         | 41° 36′ 01″ N, 0° 37′ 11″ E / 41.600168°N,0.619698°E                 |           | Sot de Fontanet      | Modifica les dades a Wikidata |
|        | Suquets Baix          | Lleida   | partida rural |         | 41° 43′ 19″ N, 0° 24′ 39″ E / 41.7219°N,0.410957°E                   |           |                      | Modifica les dades a Wikidata |
|        | Terme de Grealó       | Lleida   | partida rural |         | 41° 35′ 18″ N, 0° 41′ 59″ E / 41.5884°N,0.699692°E                   |           |                      | Modifica les dades a Wikidata |
|        | Vallcalent            | Lleida   | partida rural |         | 41° 37′ 19″ N, 0° 34′ 06″ E / 41.621859°N,0.568371°E                 |           | Vallcalent           | Modifica les dades a Wikidata |
|        | Vinatesa              | Lleida   | partida rural |         | 41° 34′ 16″ N, 0° 39′ 03″ E / 41.571087°N,0.65094°E                  |           |                      | Modifica les dades a Wikidata |

## plaça
| imatge | Nom                            | Ubicat a | instància de | Detalls                                                                      | coordenades                                                                 | Protecció                                  | Commons (més fotos)                | Dades a WD                    |
| ------ | ------------------------------ | -------- | ------------ | ---------------------------------------------------------------------------- | --------------------------------------------------------------------------- | ------------------------------------------ | ---------------------------------- | ----------------------------- |
|        | Plaça Ricard Vinyes            | Lleida   | plaça        |                                                                              | 41° 37′ 09″ N, 0° 37′ 09″ E / 41.61909352629357°N,0.6192719513022574°E      |                                            |                                    | Modifica les dades a Wikidata |
|        | plaça de Sant Francesc         | Lleida   | plaça        | Arquitecte: Francesc de Paula Morera i Gatell Estil: arquitectura modernista | 41° 36′ 51″ N, 0° 37′ 35″ E / 41.614272°N,0.626282°E                        | bé cultural d'interès local                | Plaça de Sant Francesc (Lleida)    | Modifica les dades a Wikidata |
|        | plaça de Sant Joan             | Lleida   | plaça        |                                                                              | 41° 36′ 57″ N, 0° 37′ 38″ E / 41.615919°N,0.627277°E                        | bé integrant del patrimoni cultural català | Plaça de Sant Joan (Lleida)        | Modifica les dades a Wikidata |
|        | plaça de Sant Josep            | Lleida   | plaça        |                                                                              | 41° 36′ 51″ N, 0° 37′ 18″ E / 41.6142°N,0.621585°E                          | bé integrant del patrimoni cultural català | Plaça Sant Josep (Lleida)          | Modifica les dades a Wikidata |
|        | plaça de Sant Llorenç          | Lleida   | plaça        |                                                                              | 41° 36′ 53″ N, 0° 37′ 18″ E / 41.614722222222°N,0.62156944444444°E 168 msnm | bé integrant del patrimoni cultural català | Plaça de Sant Llorenç (Lleida)     | Modifica les dades a Wikidata |
|        | plaça de l'Ereta               | Lleida   | plaça        |                                                                              | 41° 36′ 54″ N, 0° 37′ 22″ E / 41.61507°N,0.622787°E                         | bé integrant del patrimoni cultural català | Plaça de l'Ereta (Lleida)          | Modifica les dades a Wikidata |
|        | plaça de l'U d'Octubre         | Lleida   | plaça        | Anomenat per: referèndum sobre la independència de Catalunya de 2017         | 41° 36′ 36″ N, 0° 37′ 48″ E / 41.610087°N,0.63012°E ca:Pl. de l'U d'Octubre |                                            | Plaça de l'U d'Octubre (Lleida)    | Modifica les dades a Wikidata |
|        | plaça de la Catedral Nova      | Lleida   | plaça        |                                                                              | 41° 36′ 46″ N, 0° 37′ 24″ E / 41.61272°N,0.6232°E                           | bé integrant del patrimoni cultural català | Plaça de la Catedral Nova (Lleida) | Modifica les dades a Wikidata |
|        | plaça de la Pau                | Lleida   | plaça        |                                                                              | 41° 36′ 58″ N, 0° 37′ 45″ E / 41.61609444°N,0.62913333°E                    |                                            | Plaça de la Pau (Lleida)           | Modifica les dades a Wikidata |
|        | plaça del Clot de les Granotes | Lleida   | plaça        |                                                                              | 41° 37′ 25″ N, 0° 37′ 21″ E / 41.623594444444°N,0.62244722222222°E 162 msnm | bé cultural d'interès local                | Plaça del Clot de les Granotes     | Modifica les dades a Wikidata |
|        | plaça del Dipòsit              | Lleida   | plaça        |                                                                              | 41° 36′ 59″ N, 0° 37′ 20″ E / 41.6163°N,0.622361°E                          |                                            | Plaça del Dipòsit (Lleida)         | Modifica les dades a Wikidata |
|        | plaça dels Apòstols            | Lleida   | plaça        |                                                                              | 41° 37′ 03″ N, 0° 37′ 35″ E / 41.617452777778°N,0.62628055555556°E 220 msnm | bé cultural d'interès local                | Plaça dels Apòstols (Lleida)       | Modifica les dades a Wikidata |
|        | plaça dels Gramàtics           | Lleida   | plaça        |                                                                              | 41° 36′ 58″ N, 0° 37′ 23″ E / 41.616247°N,0.623047°E                        |                                            | Plaça dels Gramàtics               | Modifica les dades a Wikidata |

## polígon industrial
| imatge | Nom                                        | Ubicat a | instància de       | Detalls | coordenades                                                          | Protecció | Commons (més fotos) | Dades a WD                    |
| ------ | ------------------------------------------ | -------- | ------------------ | ------- | -------------------------------------------------------------------- | --------- | ------------------- | ----------------------------- |
|        | Central Integrada de Mercaderies de Lleida | Lleida   | polígon industrial |         | 41° 36′ 38″ N, 0° 40′ 56″ E / 41.6106460481767°N,0.682184316899714°E |           |                     | Modifica les dades a Wikidata |
|        | Lleida Park                                | Lleida   | polígon industrial |         | 41° 36′ 18″ N, 0° 39′ 23″ E / 41.6050087707557°N,0.656467037578351°E |           |                     | Modifica les dades a Wikidata |
|        | Minipolígon Les Canals                     | Lleida   | polígon industrial |         | 41° 37′ 05″ N, 0° 40′ 45″ E / 41.6181059966248°N,0.679192626576046°E |           |                     | Modifica les dades a Wikidata |
|        | Parc Científic i Tecnològic Agroalimentari | Lleida   | polígon industrial |         | 41° 36′ 28″ N, 0° 36′ 31″ E / 41.6077357877555°N,0.608728006814833°E |           |                     | Modifica les dades a Wikidata |
|        | Parc Empresarial Entrevies                 | Lleida   | polígon industrial |         | 41° 36′ 56″ N, 0° 38′ 50″ E / 41.6154813485195°N,0.647122631228437°E |           |                     | Modifica les dades a Wikidata |
|        | Polígon industrial Camí dels Frares        | Lleida   | polígon industrial |         | 41° 36′ 49″ N, 0° 40′ 37″ E / 41.6137166823°N,0.67680579405699°E     |           |                     | Modifica les dades a Wikidata |
|        | Polígon industrial La Creu del Batlle      | Lleida   | polígon industrial |         | 41° 36′ 04″ N, 0° 36′ 03″ E / 41.6010710069205°N,0.600947007283983°E |           |                     | Modifica les dades a Wikidata |
|        | Polígon industrial Lleidaparc              | Lleida   | polígon industrial |         | 41° 36′ 46″ N, 0° 39′ 53″ E / 41.6126708913168°N,0.66475830240591°E  |           |                     | Modifica les dades a Wikidata |
|        | Polígon industrial Mecanova                | Lleida   | polígon industrial |         | 41° 36′ 39″ N, 0° 39′ 35″ E / 41.6108635531091°N,0.659591221749174°E |           |                     | Modifica les dades a Wikidata |
|        | Polígon industrial Pont de Pardinyes       | Lleida   | polígon industrial |         | 41° 36′ 58″ N, 0° 38′ 33″ E / 41.6161407064496°N,0.642382007287229°E |           |                     | Modifica les dades a Wikidata |
|        | Polígon industrial del Segre               | Lleida   | polígon industrial |         | 41° 37′ 25″ N, 0° 39′ 40″ E / 41.6236462670942°N,0.6610492825755°E   |           |                     | Modifica les dades a Wikidata |

## pont
| imatge | Nom                            | Ubicat a | instància de                            | Detalls | coordenades                                                                 | Protecció                                  | Commons (més fotos)                     | Dades a WD                    |
| ------ | ------------------------------ | -------- | --------------------------------------- | --- | --------------------------------------------------------------------------- | ------------------------------------------ | --------------------------------------- | ----------------------------- |
|        | Passarel·la de la Ciutat Jardí | Lleida   | pont pont d’arc tensat pont de vianants | | 41° 37′ 16″ N, 0° 36′ 29″ E / 41.621088°N,0.6081072°E                       |                                            | Passarel·la de la Ciutat Jardí (Lleida) | Modifica les dades a Wikidata |
|        | Passarel·la del Liceu Escolar  | Lleida   | pont pont per a bicicletes i vianants   | Travessa: Segre | 41° 36′ 45″ N, 0° 37′ 33″ E / 41.6123978°N,0.6258668°E                      |                                            | Passarel·la del Liceu Escolar           | Modifica les dades a Wikidata |
|        | Pont Nou                       | Lleida   | pont                                    | Travessa: Segre | 41° 36′ 23″ N, 0° 37′ 09″ E / 41.60645556°N,0.61906389°E                    |                                            | Pont Nou (Lleida)                       | Modifica les dades a Wikidata |
|        | Pont de Pardinyes              | Lleida   | pont                                    | Travessa: Segre | 41° 37′ 11″ N, 0° 38′ 26″ E / 41.6196221383544°N,0.640430793952682°E        |                                            |                                         | Modifica les dades a Wikidata |
|        | Pont de Príncep de Viana       | Lleida   | pont                                    | Arquitecte: Javier Manterola Armisén Travessa: Segre                                                                       | 41° 37′ 03″ N, 0° 38′ 10″ E / 41.61752778°N,0.63619444°E                    |                                            | Pont de Príncep de Viana                | Modifica les dades a Wikidata |
|        | Pont de la Clamor              | Lleida   | pont                                    | | 41° 30′ 15″ N, 0° 28′ 19″ E / 41.5041236321531°N,0.471831766202904°E        |                                            |                                         | Modifica les dades a Wikidata |
|        | Pont de la Universitat         | Lleida   | pont                                    | Travessa: Segre | 41° 36′ 36″ N, 0° 37′ 24″ E / 41.60988611°N,0.62333056°E                    |                                            | Pont de la Universitat (Lleida)         | Modifica les dades a Wikidata |
|        | Pont del Boc de Biterna        | Lleida   | pont                                    | Travessa: Torrent de la Femosa                                                                                             | 41° 35′ 19″ N, 0° 37′ 28″ E / 41.588646°N,0.624393°E                        |                                            | Pont del Boc de Biterna                 | Modifica les dades a Wikidata |
|        | Pont del Ferrocarril           | Lleida   | pont                                    | Travessa: Segre Hi passa: LAV Madrid - Saragossa - Barcelona - Frontera Francesa línia Barcelona-Manresa-Lleida-Almacelles | 41° 37′ 04″ N, 0° 38′ 14″ E / 41.6179064458435°N,0.637144816687802°E        |                                            | Pont del Ferrocarril (Lleida)           | Modifica les dades a Wikidata |
|        | Restes del Pont Gòtic          | Lleida   | pont                                    | Estil: arquitectura gòtica Travessa: Segre                                                                                 | 41° 36′ 53″ N, 0° 37′ 48″ E / 41.614716666667°N,0.62991111111111°E 144 msnm | bé integrant del patrimoni cultural català | Restes del Pont Gòtic (Lleida)          | Modifica les dades a Wikidata |
|        | pont Vell                      | Lleida   | pont                                    | Travessa: Segre | 41° 36′ 53″ N, 0° 37′ 42″ E / 41.61461389°N,0.62839444°E 150 msnm           |                                            | Pont Vell (Lleida)                      | Modifica les dades a Wikidata |

## riu
| imatge | Nom       | Ubicat a                     | instància de                 | Detalls                                      | coordenades                                                                                       | Protecció | Commons (més fotos) | Dades a WD                    |
| ------ | --------- | ---------------------------- | ---------------------------- | -------------------------------------------- | ------------------------------------------------------------------------------------------------- | --------- | ------------------- | ----------------------------- |
|        | Noguerola | Segrià                       | riu                          | Llarg: 10km Superfície: 76km²                | 41° 40′ 34″ N, 0° 33′ 55″ E / 41.6761°N,0.565233°E                                                |           |                     | Modifica les dades a Wikidata |
|        | Segre     | Catalunya Pirineus Orientals | riu curs d'aigua riu aurífer | Desemboca: Ebre Llarg: 265km Conca: 22400km² | 42° 24′ 09″ N, 2° 06′ 30″ E / 42.4025°N,2.1084°E 41° 21′ 48″ N, 0° 18′ 16″ E / 41.3633°N,0.3044°E |           | Segre River         | Modifica les dades a Wikidata |

## serra
| imatge | Nom                            | Ubicat a          | instància de | Detalls | coordenades                                                         | Protecció | Commons (més fotos) | Dades a WD                    |
| ------ | ------------------------------ | ----------------- | ------------ | ------- | ------------------------------------------------------------------- | --------- | ------------------- | ----------------------------- |
|        | Serra Llarga                   | Lleida            | serra        |         | 41° 36′ 58″ N, 0° 34′ 30″ E / 41.616°N,0.575133°E 220.1 msnm        |           |                     | Modifica les dades a Wikidata |
|        | les Morreres del Pare Montfort | Lleida            | serra        |         | 41° 40′ 38″ N, 0° 30′ 35″ E / 41.6772°N,0.509644°E 321.7 msnm       |           |                     | Modifica les dades a Wikidata |
|        | serra de Puigdevall            | Lleida            | serra        |         | 41° 35′ 39″ N, 0° 39′ 10″ E / 41.5941°N,0.652892°E 198.5 msnm       |           |                     | Modifica les dades a Wikidata |
|        | serra de l'Olivar              | Almacelles Lleida | serra        |         | 41° 43′ 03″ N, 0° 25′ 45″ E / 41.7175°N,0.429036°E 297.2 msnm       |           |                     | Modifica les dades a Wikidata |
|        | serra del Bou                  | Lleida            | serra        |         | 41° 43′ 22″ N, 0° 22′ 44″ E / 41.72276389°N,0.37896111°E 210.4 msnm |           |                     | Modifica les dades a Wikidata |

## sitja
| imatge | Nom                 | Ubicat a | instància de | Detalls                                                           | coordenades                                                             | Protecció | Commons (més fotos) | Dades a WD                    |
| ------ | ------------------- | -------- | ------------ | ----------------------------------------------------------------- | ----------------------------------------------------------------------- | --------- | ------------------- | ----------------------------- |
|        | sitja de Lleida     | Lleida   | sitja        | Estil: Tipo F 1960 Estat: enderrocat o destruït Superfície: 528m² | 41° 37′ 40″ N, 0° 38′ 20″ E / 41.627833333333335°N,0.6388055555555555°E |           |                     | Modifica les dades a Wikidata |
|        | sitja de Lleida     | Lleida   | sitja        | Estil: Tipo SH 1965 Superfície: 876m²                             | 41° 37′ 41″ N, 0° 38′ 21″ E / 41.62811111111111°N,0.6391944444444444°E  |           |                     | Modifica les dades a Wikidata |
|        | sitja de Lleida III | Lleida   | sitja        | Estil: Tipo B 1968 Superfície: 695m²                              | 41° 37′ 42″ N, 0° 38′ 23″ E / 41.62825°N,0.6397777777777777°E           |           |                     | Modifica les dades a Wikidata |

## teatre
| imatge | Nom                           | Ubicat a | instància de               | Detalls                                                                           | coordenades                                                                                 | Protecció                   | Commons (més fotos)           | Dades a WD                    |
| ------ | ----------------------------- | -------- | -------------------------- | --------------------------------------------------------------------------------- | ------------------------------------------------------------------------------------------- | --------------------------- | ----------------------------- | ----------------------------- |
|        | Escorxador Municipal          | Lleida   | teatre                     | Arquitecte: Francesc de Paula Morera i Gatell Estil: arquitectura modernista 1918 | 41° 36′ 44″ N, 0° 36′ 59″ E / 41.612222222222°N,0.61638888888889°E ca:Carrer Lluís Companys | bé cultural d'interès local | Escorxador Municipal (Lleida) | Modifica les dades a Wikidata |
|        | Teatre Municipal l'Escorxador | Lleida   | teatre residència creativa | Estil: arquitectura modernista Anomenat per: Antic Escorxador de Lleida           | 41° 36′ 45″ N, 0° 36′ 59″ E / 41.6125°N,0.616389°E Antic Escorxador de Lleida               |                             |                               | Modifica les dades a Wikidata |
|        | Teatre Principal              | Lleida   | teatre                     |                                                                                   | 41° 36′ 54″ N, 0° 37′ 36″ E / 41.614969°N,0.626741°E                                        | bé cultural d'interès local | Teatre Principal (Lleida)     | Modifica les dades a Wikidata |
|        | Teatre dels Camps Elisis      | Lleida   | teatre Ús: gimnàs          |                                                                                   | 41° 36′ 49″ N, 0° 37′ 56″ E / 41.61349°N,0.63209°E                                          |                             |                               | Modifica les dades a Wikidata |

## vèrtex geodèsic
| imatge | Nom                 | Ubicat a | instància de    | Detalls    | coordenades                                                       | Protecció | Commons (més fotos) | Dades a WD                    |
| ------ | ------------------- | -------- | --------------- | ---------- | ----------------------------------------------------------------- | --------- | ------------------- | ----------------------------- |
|        | Bilot               | Lleida   | vèrtex geodèsic | Alt: 1.2m  | 41° 42′ 09″ N, 0° 25′ 01″ E / 41.702514°N,0.416865°E 286.593 msnm |           |                     | Modifica les dades a Wikidata |
|        | Lleida              | Lleida   | vèrtex geodèsic | Alt: 1.47m | 41° 37′ 03″ N, 0° 37′ 36″ E / 41.617423°N,0.626626°E 274.377 msnm |           |                     | Modifica les dades a Wikidata |
|        | Polvorín            | Lleida   | vèrtex geodèsic | Alt: 1.2m  | 41° 39′ 47″ N, 0° 36′ 49″ E / 41.663098°N,0.613695°E 205.273 msnm |           |                     | Modifica les dades a Wikidata |
|        | Raymat              | Lleida   | vèrtex geodèsic | Alt: 1.2m  | 41° 40′ 48″ N, 0° 28′ 54″ E / 41.680067°N,0.481536°E 335.778 msnm |           |                     | Modifica les dades a Wikidata |
|        | Sardera             | Lleida   | vèrtex geodèsic | Alt: 1.2m  | 41° 40′ 46″ N, 0° 31′ 58″ E / 41.679413°N,0.532737°E 351.763 msnm |           |                     | Modifica les dades a Wikidata |
|        | Torres              | Lleida   | vèrtex geodèsic | Alt: 1.2m  | 41° 38′ 45″ N, 0° 31′ 55″ E / 41.645934°N,0.531911°E 332.226 msnm |           |                     | Modifica les dades a Wikidata |
|        | Tossal de Moredilla | Lleida   | vèrtex geodèsic | Alt: 1.2m  | 41° 37′ 10″ N, 0° 42′ 34″ E / 41.619516°N,0.709308°E 242.867 msnm |           |                     | Modifica les dades a Wikidata |

## zona humida
| imatge | Nom                           | Ubicat a                             | instància de | Detalls              | coordenades                                               | Protecció                                  | Commons (més fotos) | Dades a WD                    |
| ------ | ----------------------------- | ------------------------------------ | ------------ | -------------------- | --------------------------------------------------------- | ------------------------------------------ | ------------------- | ----------------------------- |
|        | El Bassot de Torreribera      | Lleida                               | zona humida  | Superfície: 1.65ha   | 41° 36′ 09″ N, 0° 42′ 18″ E / 41.6024°N,0.7049°E          |                                            |                     | Modifica les dades a Wikidata |
|        | La Mitjana                    | Lleida                               | zona humida  |                      | 41° 37′ 41″ N, 0° 38′ 41″ E / 41.627926°N,0.644605°E      | bé integrant del patrimoni cultural català | La Mitjana (Lleida) | Modifica les dades a Wikidata |
|        | Mitjana de Lleida             | Lleida                               | zona humida  | Superfície: 101.56ha | 41° 37′ 37″ N, 0° 38′ 53″ E / 41.627°N,0.648°E            |                                            | La Mitjana (Lleida) | Modifica les dades a Wikidata |
|        | Pantà de Suquets de Baix Oest | Lleida                               | zona humida  | Superfície: 5.17ha   | 41° 44′ 01″ N, 0° 22′ 57″ E / 41.7337°N,0.3824°E          |                                            |                     | Modifica les dades a Wikidata |
|        | aiguamolls de Rufea           | Lleida                               | zona humida  | Superfície: 26.93ha  | 41° 34′ 41″ N, 0° 35′ 46″ E / 41.5781°N,0.5962°E 130 msnm |                                            | Aiguamolls de Rufea | Modifica les dades a Wikidata |
|        | pantà de Suquets de Baix Est  | Lleida                               | zona humida  | Superfície: 7.73ha   | 41° 42′ 59″ N, 0° 24′ 34″ E / 41.7164°N,0.4095°E          |                                            |                     | Modifica les dades a Wikidata |
|        | pantà de la Boga              | Lleida Gimenells i el Pla de la Font | zona humida  | Superfície: 9.9ha    | 41° 40′ 27″ N, 0° 26′ 35″ E / 41.6743°N,0.443°E           |                                            |                     | Modifica les dades a Wikidata |

## Misc
| imatge | Nom                              | Ubicat a       | instància de                      | Detalls                                                              | coordenades                                                                                              | Protecció                                            | Commons (més fotos)                | Dades a WD                    |
| ------ | -------------------------------- | -------------- | --------------------------------- | -------------------------------------------------------------------- | --- | ---------------------------------------------------- | ---------------------------------- | ----------------------------- |
|        | ARISA Áridos Industrializados SA | Lleida         | pedrera                           |                                                                      | 41° 34′ 37″ N, 0° 35′ 15″ E / 41.5770063043653°N,0.587624986614522°E                                     |                                                      |                                    | Modifica les dades a Wikidata |
|        | Camp Municipal Ramon Farrús      | Cappont        | estadi de futbol                  |                                                                      | |                                                      |                                    | Modifica les dades a Wikidata |
|        | Cellers de Raïmat                | Lleida         | celler                            | Arquitecte: Joan Rubió i Bellver Estil: arquitectura modernista 1918 | 41° 40′ 59″ N, 0° 28′ 49″ E / 41.683055555556°N,0.48027777777778°E ca:Carretera de Sucs                  | bé cultural d'interès local                          | Cellers de Raimat                  | Modifica les dades a Wikidata |
|        | Centre d'Art la Panera           | Lleida         | galeria d'art residència creativa | 1997 Superfície: 2352m²                                              | 41° 37′ 04″ N, 0° 37′ 19″ E / 41.61775°N,0.62204722°E                                                    | bé cultural d'interès local                          | Centre d'Art la Panera             | Modifica les dades a Wikidata |
|        | Fortificacions Vauban a Lleida   | Lleida         | fortificació                      |                                                                      | 41° 37′ 08″ N, 0° 37′ 37″ E / 41.618791°N,0.626931°E                                                     | bé d'interès cultural bé cultural d'interès nacional | Fortificacions de Lleida           | Modifica les dades a Wikidata |
|        | La Llotja de Lleida              | Lleida         | centre de convencions teatre      | Arquitecte: Mecanoo                                                  | 41° 37′ 12″ N, 0° 38′ 18″ E / 41.62°N,0.63833333°E                                                       |                                                      | La Llotja de Lleida                | Modifica les dades a Wikidata |
|        | Mercat del Pla                   | Lleida         | mercat cobert                     | Arquitecte: Francesc de Paula Morera i Gatell Estil: noucentisme     | 41° 36′ 59″ N, 0° 37′ 24″ E / 41.616311°N,0.623459°E                                                     | bé cultural d'interès local                          | Mercat del Pla (Lleida)            | Modifica les dades a Wikidata |
|        | Palau de Justícia                | Lleida         | palau de justícia                 | Estil: Escola de Barcelona 1984                                      | 41° 37′ 01″ N, 0° 37′ 38″ E / 41.61693°N,0.62711°E ca:C. Canyeret - c. Ronda de la Seu Vella, 3 175 msnm | bé integrant del patrimoni cultural català           | Palau de Justícia (Lleida)         | Modifica les dades a Wikidata |
|        | Portal del Pont                  | Lleida         | porta de ciutat                   | Estil: arquitectura neoclàssica                                      | 41° 36′ 55″ N, 0° 37′ 39″ E / 41.615171°N,0.627362°E                                                     | bé integrant del patrimoni cultural català           | Portal del Pont                    | Modifica les dades a Wikidata |
|        | Pous de gel                      | Lleida         | pou de neu                        | Estil: arquitectura popular                                          | 41° 37′ 10″ N, 0° 37′ 37″ E / 41.619445°N,0.626983°E                                                     | bé integrant del patrimoni cultural català           | Pous de gel (Lleida)               | Modifica les dades a Wikidata |
|        | Sant Hilari de Lleida            | Lleida         | monestir                          |                                                                      | 41° 37′ 24″ N, 0° 37′ 02″ E / 41.623361°N,0.6171503°E                                                    |                                                      |                                    | Modifica les dades a Wikidata |
|        | Termes romanes de Lleida         | Lleida         | termes romanes estructura romana  |                                                                      | |                                                      |                                    | Modifica les dades a Wikidata |
|        | Torre de Moradilla               | Lleida         | torre de telegrafia òptica        | Estil: arquitectura popular                                          | 41° 37′ 10″ N, 0° 42′ 35″ E / 41.619488888889°N,0.70978888888889°E 242 msnm                              | bé cultural d'interès local                          | Torre de Moradilla (Lleida)        | Modifica les dades a Wikidata |
|        | camí municipal de Montcada       | Lleida Alpicat | camí                              |                                                                      | 41° 40′ 01″ N, 0° 34′ 31″ E / 41.6669°N,0.575409°E                                                       |                                                      |                                    | Modifica les dades a Wikidata |
|        | cartoixa Ara Coeli               | Lleida         | monestir cartoixà                 | 1588                                                                 | |                                                      |                                    | Modifica les dades a Wikidata |
|        | cementiri de Lleida              | Lleida         | cementiri                         | Estil: arquitectura eclèctica                                        | 41° 36′ 47″ N, 0° 39′ 04″ E / 41.613091666667°N,0.65122222222222°E 164 msnm                              | bé integrant del patrimoni cultural català           | Cementiri de Lleida                | Modifica les dades a Wikidata |
|        | creu de terme de Granyena        | Lleida         | creu de terme                     | Estil: arquitectura popular                                          | 41° 38′ 31″ N, 0° 39′ 43″ E / 41.642015°N,0.662052°E                                                     | bé integrant del patrimoni cultural català           | Creu de terme de Granyena (Lleida) | Modifica les dades a Wikidata |
|        | palau de la Paeria               | Lleida         | casa consistorial                 | Estil: arquitectura romànica arquitectura neoclàssica 12nd century   | 41° 36′ 53″ N, 0° 37′ 36″ E / 41.6147°N,0.626672°E Ciutat de Lleida                                      | bé d'interès cultural bé cultural d'interès nacional | Paeria de Lleida                   | Modifica les dades a Wikidata |
|        | passarel·la dels Maristes        | Lleida         | shared-use bridge                 | Travessa: Segre                                                      | 41° 36′ 30″ N, 0° 37′ 17″ E / 41.608315°N,0.621324°E                                                     |                                                      | Passarel·la dels Maristes (Lleida) | Modifica les dades a Wikidata |
|        | xop de la Granja-Escola El Xop   | Lleida         | arbre singular                    |                                                                      | 41° 38′ 09″ N, 0° 39′ 31″ E / 41.635833333333°N,0.65862777777778°E                                       |                                                      |                                    | Modifica les dades a Wikidata |